# Afghánistán
Afghánistán, plným názvem Afghánský islámský emirát, je vnitrozemský stát ležící na křižovatce střední a jižní Asie. Na západě sousedí s Íránem, na severozápadě s Turkmenistánem, na severu s Uzbekistánem, na severovýchodě s Tádžikistánem, na severovýchodě a východě s Čínou a východě a jihu s Pákistánem. Afghánistán je převážně hornatá země s rovinami na severu a jihozápadě, které odděluje pohoří Hindúkuš, má kontinentální podnebí s tuhými zimami a horkými léty. Na ploše 653 000 km² žije podle odhadů 36–50 milionů obyvatel. Hlavním a největším městem Afghánistánu je Kábul, dalšími velkými městy jsou Kandahár, Herát a Mazáre Šeríf. Asi 42 % obyvatel tvoří Paštunové, 27 % Tádžikové, 9 % Hazárové a 9 % Uzbeci, úředními jazyky jsou paštština a darí (afghánská perština), v podstatě všichni obyvatelé se hlásí k islámu.
Osídlení Afghánistánu se datuje do období středního paleolitu. Země, která je lidově označována jako hřbitov říší, byla svědkem mnoha vojenských tažení, včetně Peršanů, Alexandra Velikého, Maurjovské říše, arabských muslimů, Mongolů, Britů, Sovětského svazu a koalice vedené USA. Afghánistán také sloužil jako zdroj, z něhož vzešli mimo jiné Řekobaktrijci a Mughalové, kteří vytvořili velké říše. Vzhledem k různým dobytím a obdobím v íránské i indické kulturní sféře byla oblast centrem zoroastrismu, buddhismu, hinduismu a později islámu. Moderní stát Afghánistán začal vznikat s Durránskou říší v 18.století, ačkoli za zakladatele prvního moderního afghánského státu je někdy považován Dóst Muhammad Chán. Afghánistán se stal nárazníkovým státem ve Velké hře mezi Britským a Ruským impériem. Z Indie se Britové pokusili Afghánistán podrobit, ale v první anglo-afghánské válce byli odraženi; ve druhé anglo-afghánské válce Britové zvítězili. Po třetí anglo-afghánské válce v roce 1919 se Afghánistán vymanil z cizí politické hegemonie a v roce 1926 vzniklo nezávislé Afghánské království. Tato monarchie trvala téměř půl století, až do svržení Záhira Šáha v roce 1973, po němž byla založena Afghánská republika.
Od konce 70. let 20. století se v dějinách Afghánistánu odehrávaly rozsáhlé válečné konflikty, včetně převratů, invazí, povstání a občanských válek. Konflikt začal v roce 1978, kdy komunistická revoluce založila socialistický stát (sama o sobě byla reakcí na diktaturu nastolenou po státním převratu v roce 1973), a následné boje přiměly Sovětský svaz k invazi do Afghánistánu v roce 1979. Mudžáhidové bojovali proti Sovětům v sovětsko-afghánské válce a po stažení Sovětů v roce 1989 pokračovali v bojích mezi sebou. Do roku 1996 Tálibán ovládal většinu země, ale jeho Islámský emirát Afghánistán se před svým svržením při americké invazi do Afghánistánu v roce 2001 dočkal jen malého mezinárodního uznání. Tálibán se vrátil k moci v roce 2021 po dobytí Kábulu, čímž skončila válka z let 2001–2021. K červenci 2025 zůstává vláda Tálibánu vesměs mezinárodně neuznaná kvůli pokračujícímu porušování lidských práv, zejména pokud jde o práva žen a zacházení s nimi. Jedinou výjimkou se stalo Rusko.
Vládnoucí Tálibán prohlásil Afghánistán islámským emirátem, země je islámskou teokratickou diktaturou, kde je veškerá moc soustředěná v rukou vůdce Tálibů, který má titul nejvyššího vůdce Afghánistánu. Afghánistán stále patří mezi nejméně rozvinuté země světa, v indexu lidského rozvoje se nachází na 182. místě (nejhorší umístění ze všech zemí světa kromě Afriky). V přepočtu na obyvatele patří jeho HDP od roku 2020 k nejnižším ze všech zemí. Afghánistán je bohatý na přírodní zdroje, včetně lithia, železa, zinku a mědi. Je druhým největším producentem hašiše a třetím největším producentem šafránu a kašmíru. V důsledku následků války v posledních desetiletích se země potýká s vysokou mírou terorismu, chudobou a dětskou podvýživou. Země je členem Jihoasijského sdružení pro regionální spolupráci a zakládajícím členem Organizace islámské spolupráce.

## Název
Někteří badatelé se domnívají, že kořen názvu Afghān je odvozen od sanskrtského slova Aśvakan, kterým byli označováni starověcí obyvatelé Hindúkuše. Aśvakan doslova znamená „jezdci“, „chovatelé koní“ nebo „ kavaleristé“ (od aśva, sanskrtského a avestského slova pro „kůň“).
Historicky se etnonymum Afghān používalo pro označení etnických Paštunů. Arabská a perská podoba jména, Afġān, je poprvé doložena v zeměpisné knize Hudud al-'Alam z 10. století. Poslední část jména, „-stan“, je perská přípona znamenající „místo“ nebo nebo „země“. Proto se „Afghánistán“ překládá jako „země Afghánců“ nebo v historickém smyslu „země Paštunů“.

## Historie

### Starověk a středověk

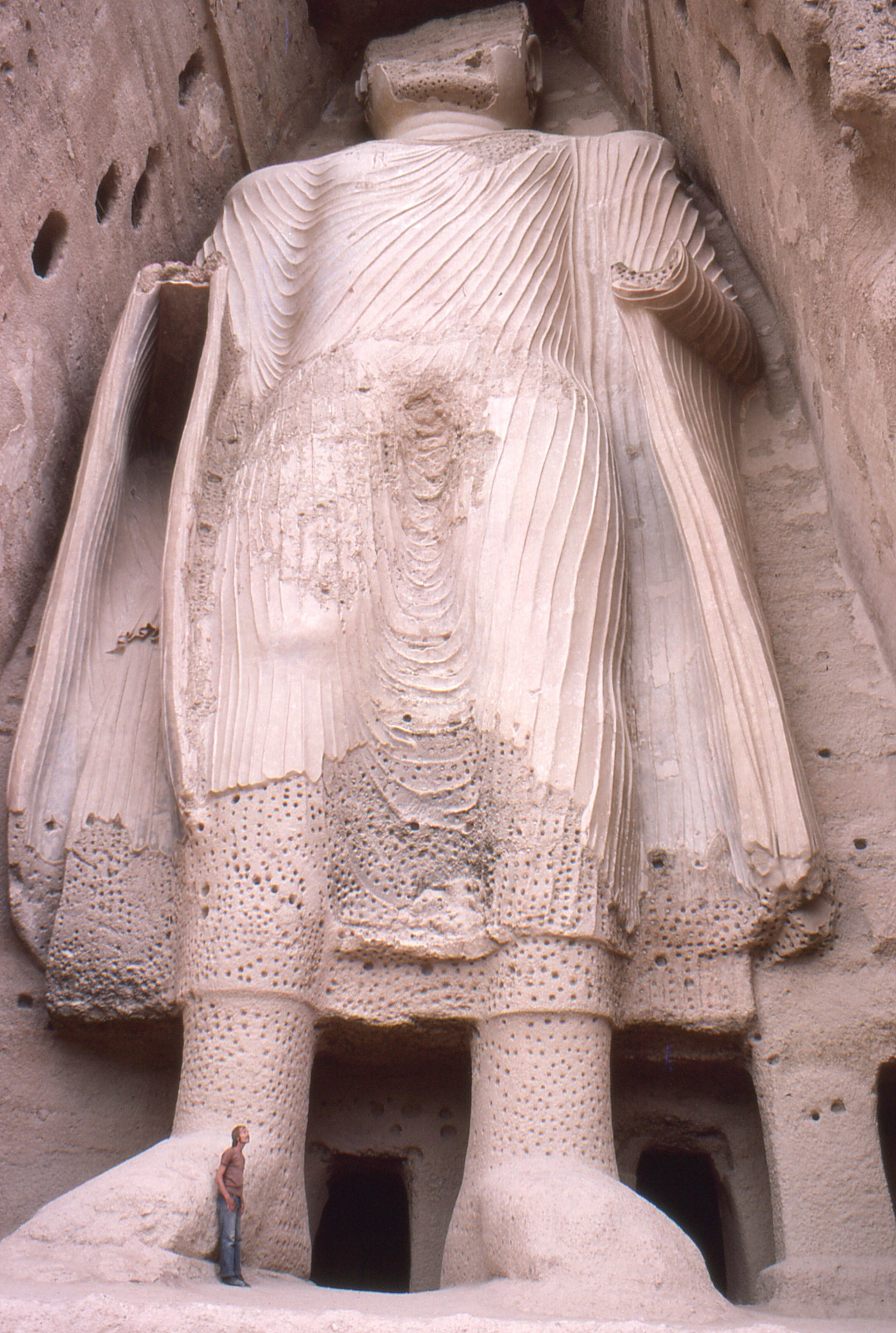
Jedna ze soch Buddhů z Bámjánu (před zničením)

Staroperský výraz „stan“ znamená zemi, čili Afghánistán znamená zemi Afghánců. Přípona -stán (znamenající vlastně totéž jako české -sko) se používá i pro řadu dalších států a národních území v jihozápadní a střední Asii, jako jsou Kurdistán, Tádžikistán, Kohistán, Kyrgyzstán, Kazachstán, Pákistán, Balúčistán, Uzbekistán a další.
Současný Afghánistán byl v 8. století př. n. l. součástí Médie a od 6. století př. n. l. okrajovou součástí Achaimenovské říše (na západě současného Afghánistánu a jejich vazalských území na východě). Alexandr Veliký dobyl tuto oblast Perské říše v roce 330 př. n. l. a jeho nástupci zde založili Řecko-baktrijské království. Ve 3. století se zde rozkládala říše Kušánů, v 6. století říše Heftalitů. Od 7. století n. l. bylo území Afghánistánu postupně připojováno k území Arabské říše. Ve 13. století Mongolové pod vedením Čingischána přispěli k vylidnění území Afghánistánu poté, co napadli Chórezmskou říši a zničili zavlažovací systém i mnoho měst jako Balch a Herát. Koncem 14. století se území Afghánistánu stalo součástí říše Tamerlána a o něco později i Mughalské říše. V 18. století území Afghánistánu ovládl perský dobyvatel Nádir Šáh.

### Moderní afghánský stát (1746–1973)
Moderní afghánský stát vznikl v roce 1746 pod jménem Durránská říše. Historičtí vládci Afghánistánu patřili ke kmenu Abdalí, jejichž jméno bylo změněno na Durrání po nástupu Ahmada Šáha. Vojska Ahmada Šáha obsadila část severní Indie a v roce 1761 v bitvě u Panípatu porazila armádu hinduistických Maráthů. Během první anglo-afghánské války roku 1842 byla při ústupu z Afghánistánu zničena téměř celá britská invazní armáda. Na konci 19. století se Afghánistán stal „nárazníkovým státem“ v rámci rusko-britské Velké hry. V té době afghánský vládce Abdurrahmán Chán dobyl Núristán, jehož obyvatelé byli nuceni přijmout islám, a také území šíitských Hazárů. Během třetí anglo-afghánské války v roce 1919 uhájil Afghánistán svou nezávislost a získal mezinárodní uznání. V roce 1923 bylo zrušeno otroctví.
Afghánské království bylo geograficky i etnicky rozmanité. Jeho státnost postrádala historické kořeny. Žilo tam deset národů, které spolu neudržovaly kontakt a vzájemně se přehlížely. Za skutečné a opravdové Afghánce se považovali Paštunové. Ke komunikaci lidí sloužilo asi dvacet jazyků. Početní kočovníci žili mimo kontrolu a dohled státu, neplatili daně a nesloužili v armádě. Přísné islámské předpisy určovaly ženám držet se stranou a nevycházet z domu. Pokud se na veřejnosti objevily, tak pouze v burce, zahalující ženské tělo i tvář. Roku 1955 navštívil Kábul sovětský představitel N. S. Chruščov, který zahájil éru sovětské pomoci Afghánistánu. Od roku 1963 jim začaly konkurovat Spojené státy. V letech 1970–1971 postihla zemi neúroda. Chyběly potraviny a v některých provinciích zemřela následkem hladomoru až polovina obyvatel.

### Afghánská republika (1973–1978)
Převratem, který proběhl 17. července 1973, byl svržen král Muhammad Záhir Šáh (vládl 1933–1973) a byl nahrazen jedním z jeho příbuzných, Muhammadem Dáudem Chánem (vládl 1973–1978), který vyhlásil republiku. V osobě krále ztratil Afghánistán jedno z mála pojítek mezi etnickými skupinami, provinciemi a kmeny a namísto zklidnění rozpoutala nová situace vlnu vášní. Daúd, který byl v USA nazývaný „rudým vladařem“ se zaměřil na Moskvu. V roce 1973 skončila deset let trvající (1963–1973) éra americké pomoci a politiky rovnováhy.

### Afghánská demokratická republika (1979–1992)
Po krátké době Dáuda odstranil Núr Muhammad Tarakí (vládl 1978–1979). Vládní politika se obrátila doleva. Smlouva o spolupráci Afghánistánu a SSSR umožnila sovětské straně zasáhnout, bude-li třeba na obranu Afghánistánu. V zemi panovala anarchie, když byl 14. září 1979 Tarakí zavražděn. V prosinci roku 1979 vstoupily do země sovětské jednotky a byla ustavena komunistická vláda v čele s Babrakem Karmalem (vládl 1979–1986), bývalým velvyslancem země v Československu. Afghánistán tak vstoupil do desetileté války.

#### Sovětská invaze do Afghánistánu
Sovětská invaze do Afghánistánu proběhla 25. prosince 1979. Tím byl zahájen konflikt mezi sovětskými jednotkami, které do Afghánistánu přišly na pozvání afghánské komunistické vlády, a mezinárodními povstaleckými skupinami mudžahedínů. Spojené státy, znepokojené vznikem komunistického režimu, začaly už od léta 1979 dodávat peníze a zbraně povstaleckým skupinám mudžáhedínů, které byly od vypuknutí bojů vyzbrojovány a cvičeny agenty CIA. V květnu 1979 se začali američtí představitelé prostřednictvím pákistánských vládních kontaktů tajně setkávat s vůdci afghánských povstalců. Dne 3. července 1979 podepsal americký prezident Jimmy Carter prezidentský výnos, v němž pověřil CIA utratit přes půl milionu dolarů na pomoc mudžáhedínům. Tím začala Operace Cyklon. Jednu z nejdelších a nejdražších utajených operací v historii CIA zpopularizoval film Soukromá válka pana Wilsona v hlavní roli s Tomem Hanksem. Kromě Spojených států začala i Saúdská Arábie prostřednictvím pákistánské tajné služby ISI masivně financovat a vyzbrojovat protisovětský odboj z řad domácích mudžáhedínů i zahraničních dobrovolníků z celého islámského světa, mezi kterými byl i Usáma bin Ládin. Sovětské armádě a prosovětské afghánské vládě se nikdy nepodařilo ovládnout celý Afghánistán. Během bojů bylo zabito až 1,5 milionu lidí, převážně civilistů, a přibližně 5–⁠10 milionů civilistů uprchlo převážně do Pákistánu a Íránu, cca polovina všech uprchlíků na světě byli Afghánci. Kvůli vzrůstajícímu mezinárodnímu tlaku, ztrátě asi 15 000 sovětských vojáků zabitých mudžáhedíny trénovanými USA, Pákistánem a dalšími zahraničními vládami, a ekonomickým problémům v SSSR, opustil dne 15. února 1989 poslední sovětský voják Afghánistán.

#### Vývoj po stažení sovětských vojsk

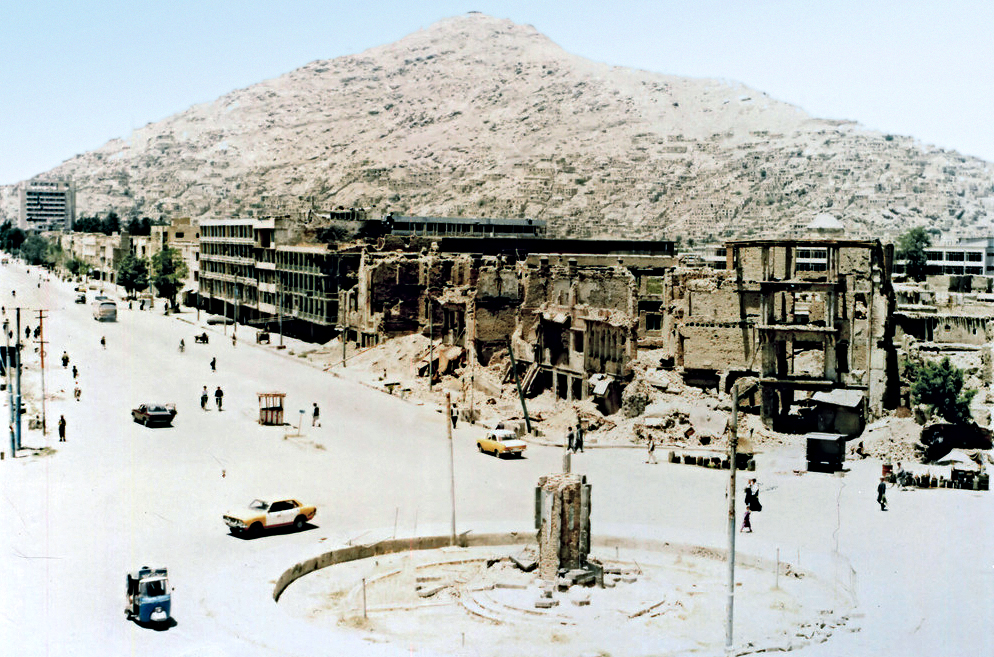
Část Kábulu zničená občanskou válkou (1993)

23. února 1989 byla sestavena prozatímní exilová vláda. V zemi však sílily snahy o regionální autonomii. Stále významnější protivládní složkou se stávali náčelníci ozbrojených osvobozeneckých oddílů bojujících většinou na vlastní pěst. Členové prozatímní vlády se snažili získat politickou moc v celé zemi, náčelníci upevňovali svá postavení v dobytých horských oblastech. Spíše než proti ústřední vládě bojovali mezi sebou navzájem, jak to v kmenovém společenství dělávali odedávna. Exilová vláda si udržovala svou moc ve městech a osvobozenecké síly mudžáhedínů kontrolovaly většinu afghánského venkova. V roce 1989 na obou válčících stranách zesílil přísun zbraní i výcvik záloh a naplno se rozhořela občanská válka.

### Občanská válka (1992–1996)
V době probíhající občanské války byla v Kábulu zastoupena paštunská většina, v severních oblastech to byly organizované skupiny Tádžiků a Uzbeků, mezi nimi se nacházely ostatní etnicity. Průběh občanské války lze charakterizovat jako konflikt mezi paštunskými elitami ovládajícími Kábul a tádžicko-uzbeckými skupinami. Regionální mocnosti podporovaly jednotlivé skupiny. Do roku 1993 se rozpoutala nelítostná válka mezi jednotlivými frakcemi mudžáhedinů. Během válek v 90. letech zahynulo více než 400 000 afghánských civilistů.

### Islámský emirát Afghánistán (1996–2001)

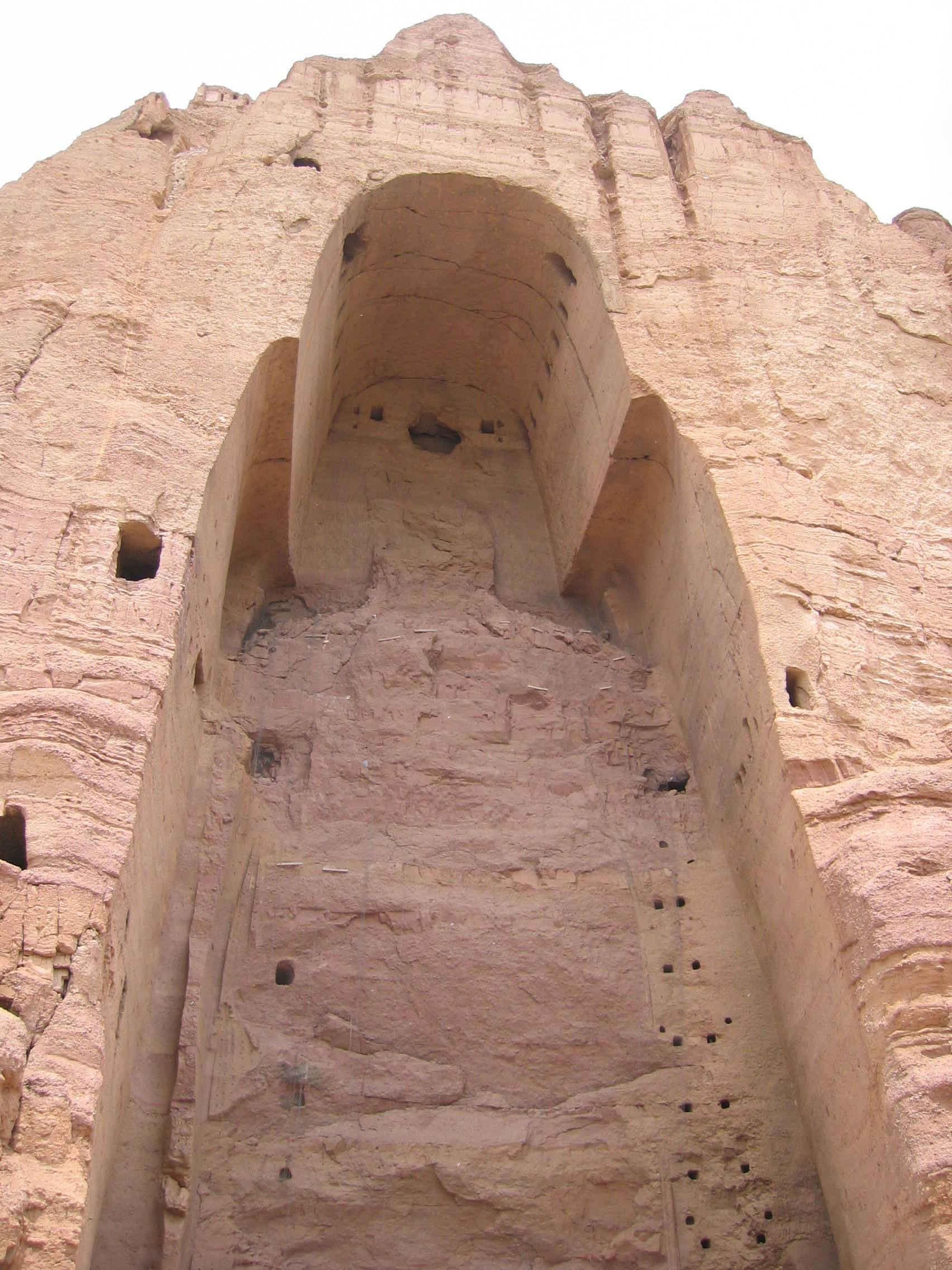
Jedna ze soch Buddhy zničených Tálibánem 21. března 2001

Dlouhotrvající nestability se podařilo využít původně sociálnímu hnutí Tálibán, které vládlo v Afghánistánu od poloviny devadesátých let 20. století do října roku 2001. Členové Tálibánu se do Afghánistánu začali vracet z Pákistánu v roce 1994 ve snaze docílit toho, aby všechny znepřátelené strany v Afghánistánu složily zbraně a současně ve snaze zavést v zemi klid a pořádek. Od roku 1994 docházelo k vzestupu moci Tálibánu. V čele hnutí stál samozvaný náboženský vůdce mulla Muhammad Umar, který zemi přejmenoval na Islámský emirát Afghánistán a zavedl v ní tvrdý zpátečnický režim v nejpřísnějším duchu prvotního islámu. Umar nikdy nehlásal vývoz své „islámské revoluce“ do jiných zemí světa. Do té doby, než Spojené státy začaly Afghánistán letecky bombardovat, nikdy nevyhlašoval svatou válku západnímu světu. Koncem devadesátých let 20. století napojil Usáma bin Ládin, vůdce teroristické organizace Al-Káida, Umarovu vládu na radikální islámská hnutí po celém světě. Ládin vnutil Umarovi bojovnou rétoriku proti Západu.[rozpor] Závislost na Ládinově islámské teroristické organizaci se stala pro celý Afghánistán osudnou poté, co teroristé organizace Al-Káida provedli 11. 9. 2001 letecký útok na Světové obchodní centrum v New Yorku a zčásti na budovu Pentagonu ve Washingtonu.

### Přechodný stát a Afghánská islámská republika (2002–2021)

Vlajka republiky (2013–2021)

Dne 9. října 2004 vyhrál náčelník paštunského kmene Hámid Karzaj prezidentské volby a vznikla Afghánská islámská republika, ale země se vyrovnávala s problémy nadále. V následujících letech nabíral Tálibán znovu na síle a získal některé části země zpět pod svoji kontrolu, zatím co prezidentova moc se omezila pouze na oblast hlavního města, zbytek měli v moci vojenští velitelé. Od roku 2006 vliv Tálibánu rostl, což se projevovalo zvýšeným počtem atentátů, útoků a rostoucí mocí hnutí.

#### Po invazi Spojených států

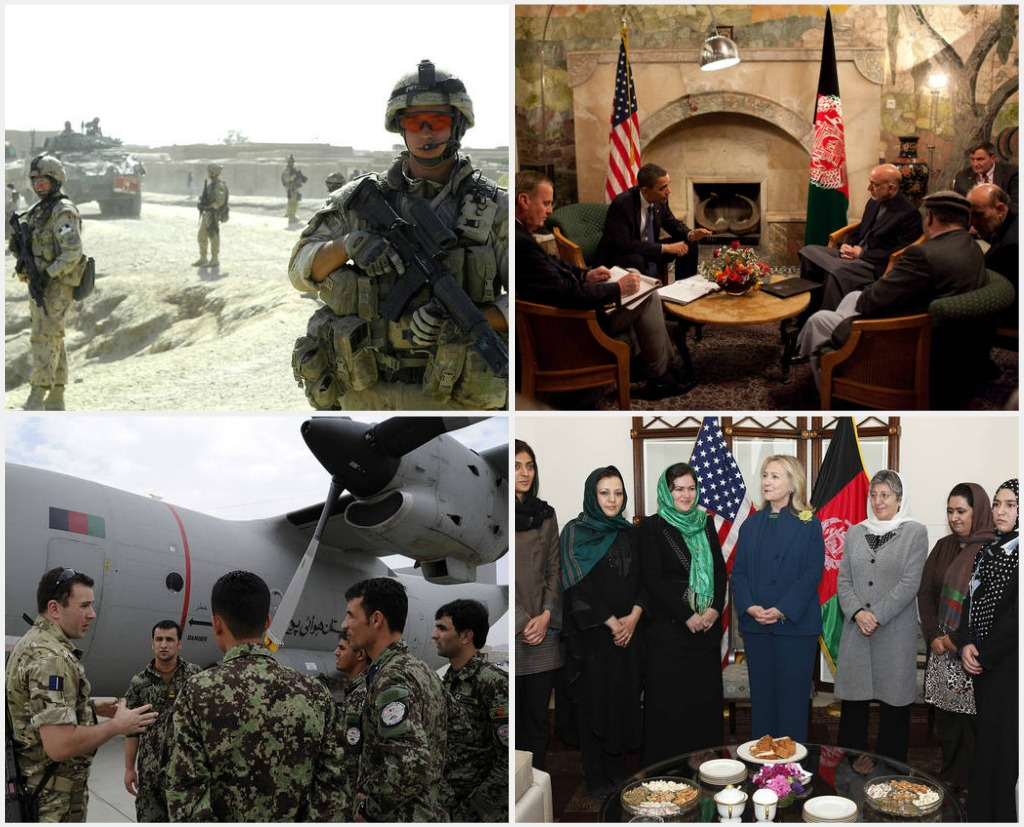
Shora zleva, ve směru hodinových ručiček– Kanadské jednotky v Kandaháru; Americký prezident Barack Obama při setkání s vůdcem Hámidem Karzajem v březnu 2010; Ministryně zahraničí Hillary Clintonová s političkami v Kábulu v říjnu 2011; Důstojník RAF popisuje C-27, červenec 2011

Válka proti Afghánistánu byla zahájena sérií leteckých útoků, které provedly Spojené státy a Spojené království 7. října 2001 jako součást operace Trvalá svoboda (Enduring Freedom). Šlo o spojení leteckých útoků s akcemi speciálních sil a na ně navazujících útoků vnitřních opozičních sil Severní aliance. Severní aliance za podpory Američanů a Britů mohla 13. listopadu 2001 dobýt Kábul. Afghánistán byl potrestán za to, že dovolil mezinárodní organizaci Al-Káida naplánovat teroristické útoky ze svého území. Američané zvolili cestu síly ve snaze rychle zničit teroristickou organizaci a současně potrestat hostitelský stát. Tato strategie přinesla rychlé vojenské vítězství, vedla ke svržení Tálibánu, ale nevyřešila vnitřní problémy země. Američané dostali k moci náčelníka paštunského kmene Hámida Karzaje. V prosinci 2001 byl jmenován Hámid Karzaj předsedou prozatímní vlády, v roce 2002 tzv. prozatímním (interim) prezidentem a 9. října 2004 vyhrál v řádných prezidentských volbách. Jeho moc v zemi je však diskutabilní – s postupným opětovným získáváním vlivu měl Tálibán v roce 2007 pod kontrolou menší část země, prezident pouze oblast hlavního města a vojenští velitelé zbytek země. Úřady a instituce ustavené v roce 2001 byly slabé, zkorumpované a jen málo uznávané. Na jejich podporu zorganizovala Rada bezpečnosti OSN umístění Mezinárodních jednotek podpůrných sil (ISAF) na území Afghánistánu, jejichž první jednotky přijely v lednu 2002. ISAF nedošla uznání ani u Pentagonu ani u místních vojenských velitelů, a proto zůstala dlouho omezena jen na počet 4000 mužů, kteří byli ubytování v Kábulu. Když se v srpnu 2003 rozhodly Spojené státy soustředit své úsilí na Irák, vyzvaly Severoatlantickou alianci, aby zajistila veleni ISAF. Do roku 2006 došlo k početnímu navýšení stavu na 20 000 mužů, kdy hlavními poskytovateli členů ISAF bylo Spojené království, Německo, Kanada, Nizozemsko a Francie. Po nástupu Baracka Obamy do funkce prezidenta Spojených států se zvyšuje počet amerických vojáků v Afghánistánu a v roce 2009 dosáhl čísla 65 000.

#### Vzrůst moci Tálibánu po roce 2006

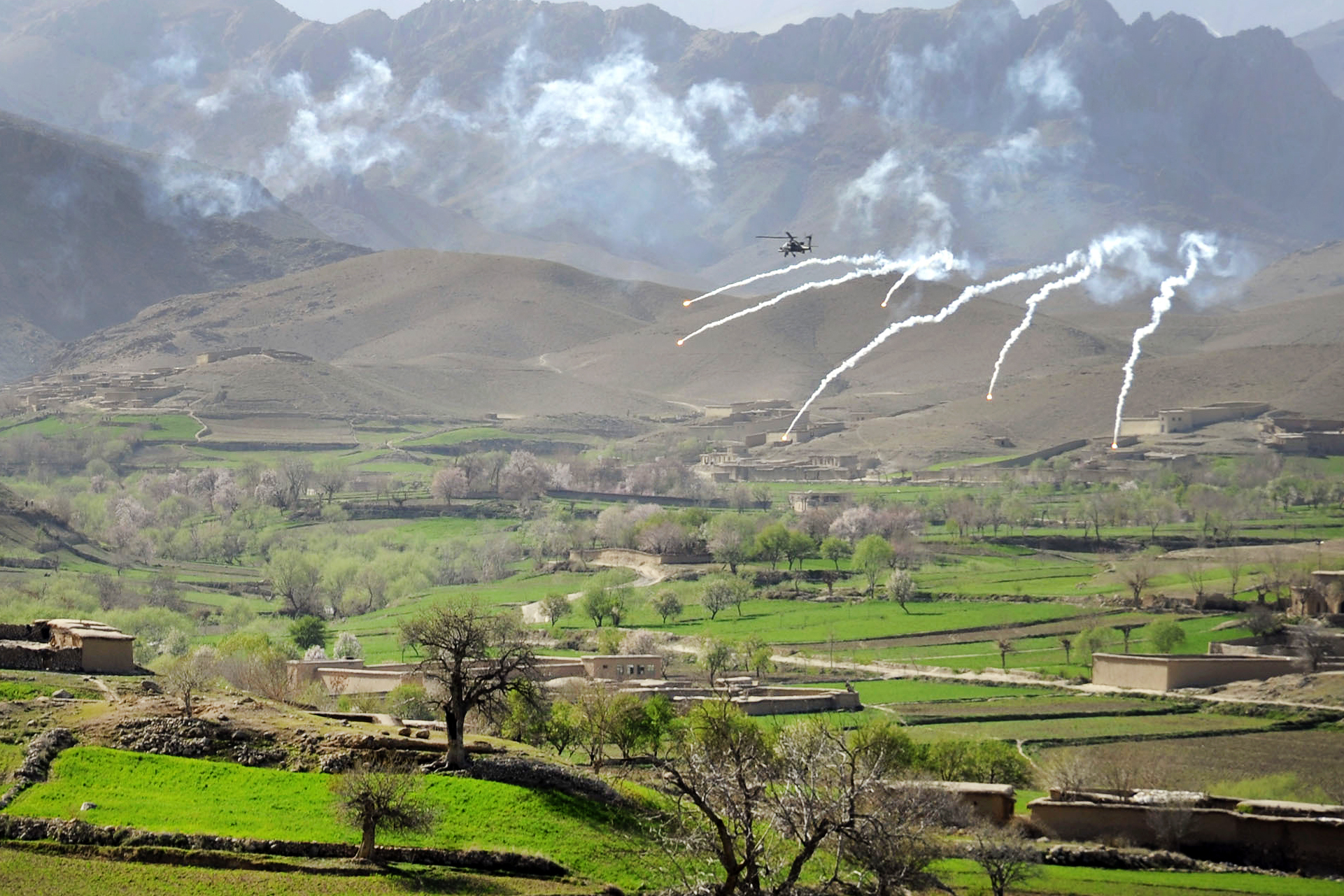
Americký AH-64 Apache operuje v provincii Dájkundí

Od roku 2006 vliv Tálibánu v Afghánistánu rostl. Přibýval počet atentátů, útoků a stále větší území se dostávalo pod kontrolu tohoto hnutí. Pokud koalice osvobodila nějaké území, tak jen nakrátko, protože většinu Tálibánců se nepodařilo chytit. Část jich utekla a část si oblékla civilní šaty. V době, kdy Tálibán posiloval, nesázel už jen na vojenské akce, ale stával se také reálnou politickou silou, která na obsazených územích ustavovala vlastní správu. Tálibán se spojoval nejen s dalšími vzbouřeneckými skupinami, ale snažil se také vyjednávat s protivníky koalice. Dne 9. listopadu 2018 se zástupci hnutí Tálibán zúčastnili diplomatické konference v Moskvě, kde zopakovali, že jsou otevřeni dalším jednání o budoucnosti Afghánistánu s představiteli Spojených států s tím, že Tálibán odmítá jednání s místní vládou, kterou považuje za nelegitimní režim dosazený zahraničními tlaky. Afghánský prezident Ašraf Ghaní dne 28. listopadu 2018 na Konferenci OSN o pomoci Afghánistánu informoval o vytvoření týmu, který by měl s Tálibánem dojednat mírovou dohodu o ukončení občanské války v zemi. Americký prezident Donald Trump požádal Pákistán o pomoc při mírových jednáních s hnutím Tálibán. Trump chtěl ukončit již 17 let trvající válku mezi afghánskou armádou a bojovníky hnutí Tálibán, kteří se snažili vypudit ze země mezinárodní jednotky a zavést verzi přísného výkladu islámského práva.

Situace v Afghánistánu počátkem srpna 2021:
Území pod kontrolou afghánské vlády a NATO

Postoje veřejnosti se ve Spojených státech postupně proměňovaly od podpory invaze a války až k odporu proti účasti Spojených států. V roce 2009 už počet odpůrců války v Afghánistánu stoupl dokonce na 57 procent. Vyplynulo to z průzkumu televizní stanice CNN z konce srpna 2009, jehož výsledky byly zveřejněny v noci na středu 2. září 2009. Podíl oponentů války se proti předchozímu měsíci zvýšil o tři procenta. Válku podpořilo jen 42 procent Američanů. Průzkum byl proveden na samém konci srpna 2009, který byl pro americké jednotky v Afghánistánu z hlediska ztrát na životech nejhorší od zahájení bojů na přelomu let 2001 a 2002. O život přišlo 51 amerických vojáků. V průzkumu řeklo 62 procent z dotázaných 1010 Američanů, že USA válku nevyhrávají. Počet těch, kdo se domnívali, že válku vyhrát nelze, stoupl proti podobnému průzkumu v únoru roku 2009 ze 35 na 40 procent. V Afghánistánu bylo přitom v roce 2009 nasazeno již přes 100 000 zahraničních vojáků, především Američanů (63 000). Českých vojáků zde působily na čtyři stovky. Jedním z velkých nezvládnutých problémů invaze byl prudký růst produkce opia po roce 2001. Afghánistán produkoval většinu opia ve světě. V roce 2007 jeho produkce byla rekordní, činila 8200 tun, od té doby však pěstování máku pokleslo a v roce 2009 se očekávalo jen 6900 tun. Za vlády Tálibánu v roce 2001 to bylo pouhých 185 tun. (zdroj ČTK, BBC). V září 2015 bojovníci Tálibánu nečekaně přepadli a na několik dní obsadili páté největší město v zemi Kundúz.
Podle některých odhadů si od roku 2001 do roku 2015 vyžádala válka v Afghánistánu až 220 000 obětí. V říjnu 2018 odmítla česká vláda stažení českých vojáků z Afghánistánu, protože podle premiéra Babiše „Teror by se pak přenesl do Evropy.“ Více než 13 milionů Afghánců podle OSN trpělo v roce 2019 akutním nedostatkem potravin. V dubnu 2021 oznámily členské státy NATO, že začnou stahovat svá vojska z Afghánistánu. V květnu 2021 zahájil Tálibán ofenzívu, během níž ovládl velkou část Afghánistánu.
Válka v Afghánistánu si za dvacet let vyžádala 242 000 životů, z toho přes 40 000 tvořili civilisté. Amerických vojáků a jejich spojenců padlo přes 3,5 tisíce, bojovníků Tálibánu přes 84 000. Zbytek připadá na afghánskou armádu a policii. Své domovy kvůli válce opustilo přes 5 milionů lidí. Jen Spojené státy stála válka v Afghánistánu odhadem víc než 978 miliard dolarů.

### Afghánský islámský emirát  (po 2021)

Vlajka Tálibánu a emirátu (od 2021)

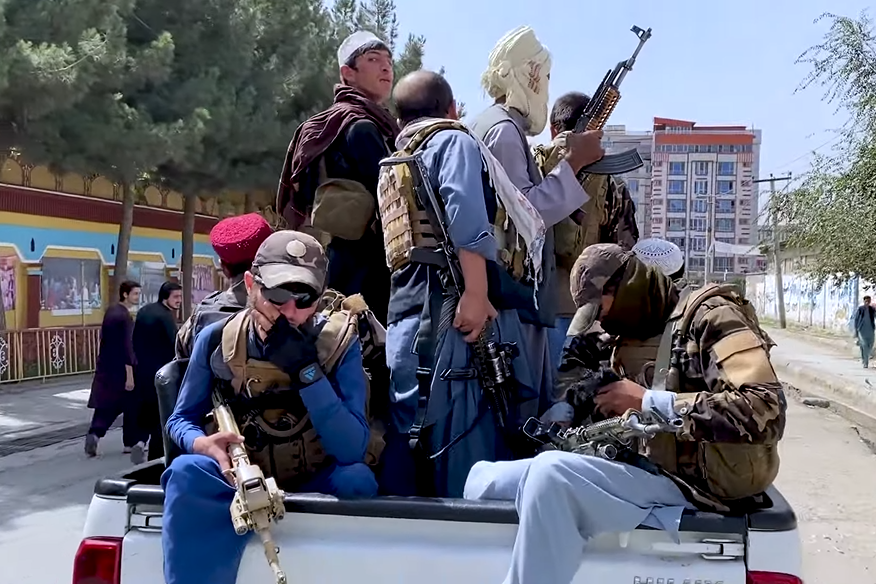
Bojovníci Tálibánu v Kábulu po jeho ovládnutí v srpnu 2021

V květnu 2021 Tálibán zahájil ofenzívu s cílem získat kontrolu nad zemí. Ofenzíva byla souběžná se stažením spojeneckých vojsk ze země, které mělo být původně dokončeno do 11. září 2021 (na dvacáté výročí útoků z 11. září 2001). Během června a července Tálibán dosáhl významných územních zisků na venkově a v izolovaných městských centrech. Před boji uprchly stovky tisíc civilistů. Americké rozvědky varovaly před kolapsem afghánské armády. Počínaje 6. srpnem pak začalo hnutí ve velmi rychlém sledu dobývat městská centra (hlavní města provincií) a dne 15. srpna jeho bojovníci nečekaně vstoupili do Kábulu; během postupu afghánským územím se Tálibán prakticky nesetkal s významnějším odporem afghánské armády. Západní státy narychlo evakuovaly své občany a ze země se snažilo uprchnout také mnoho Afghánců. Pád Kábulu byl některými kritiky přirovnán k pádu Saigonu v roce 1975.
Dne 19. srpna 2021 hnutí vyhlásilo vznik nového státního útvaru – Islámského emirátu Afghánistán, aniž by dosáhlo mezinárodního uznání dalšími státy. Následně vláda Tálibánu zavedla tvrdý teokratický režim, kde dochází k přísné aplikaci práva šaría a omezování práv žen, které nesmí studovat, pracovat a ani opouštět bydliště bez mužského doprovodu.

## Státní symboly
Od pádu Kábulu (ten padl 15. srpna 2021) ve válce v Afghánistánu jsou afghánské symboly symboly obnoveného (mezinárodně neuznaného) Islámského emirátu Afghánistán.

### Vlajka
Afghánská vlajka je vlajkou politicko-vojenského hnutí Tálibán o poměru stran 1:2. Podobná vlajka (s jiným grafickým provedením) byla vlajkou Afghánistánu již v letech 1997–2002. Vlajka je tvořena bílým listem s černou šahádou (arabským, islámským krédem, neboli vyznání víry, které patří k pěti pilířům islámu – v překladu „Není božstva kromě Boha a Muhammad je posel Boží“).

### Znak
Afghánský státní znak je od roku 2021 jen mírně upravený znak Afghánského islámského emirátu z let 1997–2002, byl vypuštěn text v koránu a text šahády na stuze.

### Hymna
Afghánskou hymnou je od 19. srpna 2021 de facto píseň Dá da bátoráno kor (česky Toto je domov odvážných).

## Geografie

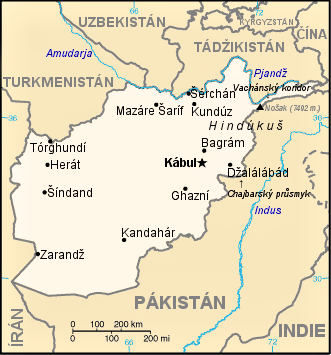
Orientační mapka Afghánistánu

Afghánistán je středně velká země ležící přibližně uprostřed asijského světadílu ukrytá ve vysokých horách nazývaných Hindúkuš (Ničitel Indů) a dalších pohořích na pomezí jižní a západní Asie. Hindúkuš rozděluje zemi na dvě odlišné části: afghánský sever, který se podobá suchým vnitrozemským oblastem Střední Asie, a oblast jihu země, který patří k vlhčímu pásmu íránských stepí. Moderní Afghánistán a sousedící předhůří Pákistánu utvářejí východní část íránské náhorní plošiny. Pásmo hor se táhne až k břehům Indu na východě. Průsmyky Hindúkuše umožňovaly odedávna spojení mezi Blízkým Východem, Střední Asií a Indickým subkontinentem. Právě tato strategická křižovatka na hedvábné stezce způsobila, že v 19. století došlo ke střetu mezi carským Ruskem a Velkou Británií v rámci Velké hry.

### Povrch a hydrologie

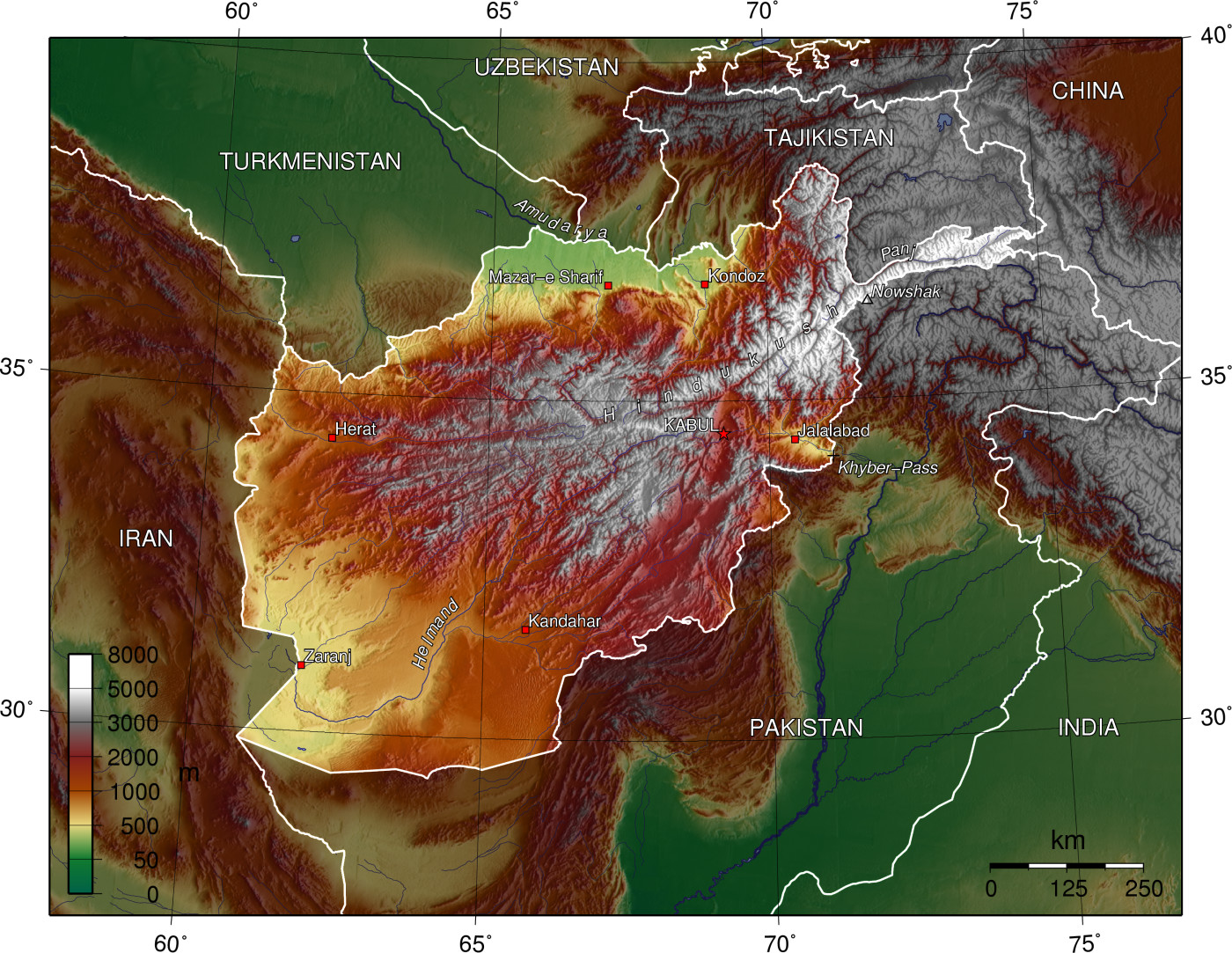
Topografie

Čtyři pětiny povrchu země pokrývají vysoké hory. Hlavním afghánským horstvem je Hindúkuš, který je nejzápadnějším výběžkem mohutného himálajského pohoří Karákóram (Černé srázy). Přes sto jeho vrcholů vysokých kolem 7000 metrů tvoří tzv. Pamírský uzel. Nejvyšším afghánským je Nošak –⁠ 7492 m n. m. Na východ od centrálního Hindúkuše se nachází zalesněné pohoří Spínghár. Pokračováním íránské náhorní plošiny je suchá západní a jihozápadní část Afghánistánu. Nížin a rovin je v zemi málo. Největší z nich jsou Turkestánské pláně ležící na levém břehu Amudarji. Z ekologického hlediska se většina afghánského území považuje za polopoušť. Jen v údolí řeky Kábul převládá mírné středomořské podnebí. V Hindúkuši pramení většina řek země. Afghánistán má hojné zásoby vody ve vysoko položených částech centrálních hor. Problémem není nedostatek vody, ale její nerovnoměrné rozdělení během roku. Mezi nejvýznamnější řeky s jejich přítoky patří Amudarja, Tedžen, Hilmand s Arghandábem a Kábul. Do moře odtéká jedině řeka Kábul. Tato řeka, která protéká hlavním městem Kábul, patří jako pravý přítok do soustavy pákistánského veletoku Indu, se vlévá do Indického oceánu. Nejdelší afghánská řeka Hilmand, jejíž údolí bývalo před staletími hlavní obilnicí širokého okolí, nemá odtok do moře a zaniká v soustavě močálovitých jezer Hámúme Hilmand za hranicí s Íránem.

### Podnebí

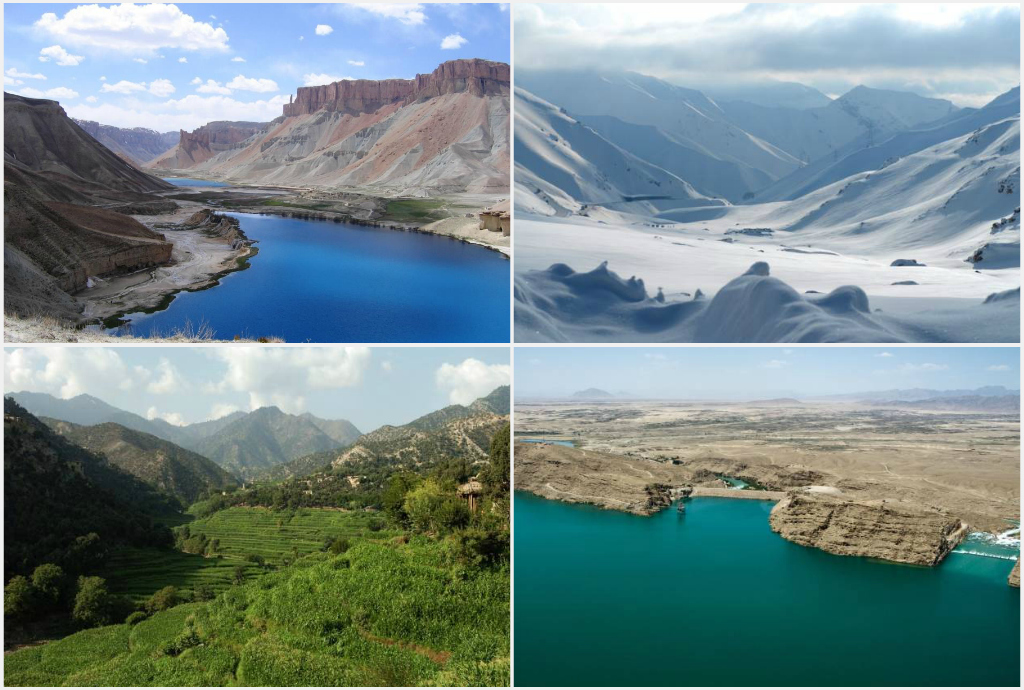
Různé části země, zleva: 1. Národní park Band-e Amir; 2. Salangský průsmyk v provincii Parván; dole: 3. údolí Korangal v provincii Kúnar a 4. přehrada Kadžaki v Hílmandu

Podnebí v Afghánistánu je vnitrozemské, suché a velmi proměnlivé. Jeho území tvoří přechod mezi jižní, jihozápadní a centrální Asií a vlivy těchto tří oblastí se promítají do přírodních podmínek země. Podnebí v sobě slučuje prvky jihoasijských monzunových oblastí, mírného středomořského klimatu jihozápadní Asie a středoasijských pouští. V rovinaté severní a jihozápadní části stát bývá suché a horké léto a krátká mírná zima, v níž jen zřídka padá sníh. V horách naproti tomu bývá léto chladné s častými, ale málo vydatnými dešti a zima drsná se sněhovými vánicemi. Ve výškách nad 2500 zůstává sníh ležet až sedm měsíců v roce. Velké rozdíly jsou také v teplotách. V místech, kam ještě zasahuje vliv monzunu, se průměrná letní teplota pohybuje od 25 do 32 stupňů a v zimě od 0 do −8 stupňů Celsia. Horské oblasti pak nabízejí nesrovnatelně drsnější podmínky, kde v létě nepřekročí teplota často ani 10 stupňů a v zimě přesahuje až 35stupňových mrazů. Jih země je pak ovlivněn hlavně svou pouštní charakteristikou – teplem a suchem. V létě vanou v této oblasti silné větry, které s sebou přinášejí velké množství prachu a písku a vyvolávají písečné bouře.

### Fauna a flóra
Afghánská zvířena tvoří směsici druhů z různých oblastí Asie. Ve vysokých horách žije kozorožec, sněžný leopard, vzácně i sibiřský tygr. Jako dopravní prostředek slouží jak. Mezi ptáky na severu nechybějí dravci – jestřábi, sokoli, orli a supi. Těsně pod hranicí věčného sněhu se objevuje velký sněžný tetřev a sněžný bažant. V poušti a stepích se daří gazelám, antilopám, nacházejí se zde i divočáci a gazely. V bezlesých pahorkatinách hnízdí koroptve. V řekách tekoucích z Hindúkuše se loví kapři, v horských oblastech pstruzi. V teplých vodách Amudarje plavou i velké dravé ryby. V Afghánistánu na svých dalekých cestách do Indie nebo východní Afriky odpočívají stěhovaví ptáci. K hadům patří kobra, krajta a četné druhy zmijí.
Na afghánském území převládají suchomilné rostliny. Horké a suché letní počasí způsobuje, že na místech, kde by mohly růst stromy, rostou jen keře, a tam, kde by měly být keře, zůstává jen tráva. V horách na severu rostou pistácie, z nichž se kromě oříšků používá i dřevo na výrobu nástrojů a nábytku a míza se používá jako léčivý balzám. Východní horská oblast má jako jediná lesy, které pokrývají jen necelých pět procent afghánského území. Ve východním Hindúkuši se ve výši kolem tisíce metrů objevují divoké fíkovníky, vinná réva a marhaník granátový (Punica granatum), ve dvou tisících metrech rostou duby a ořešáky, výš rostou cedry a borovice a ve výšce kolem tří tisíc metrů se objevují jedle a smrky.

## Vláda a politika

Afghánská velvyslanectví
Afghánistán
Velvyslanectví vedeno zástupcem Afghánské islámské republiky
Velvyslanectví vedeno zástupcem Afghánského islámského emirátu
Neuznáváno Afghánistánem

Po dobytí Kábulu a následném ovládnutí celého území Afghánistánu, zavedlo hnutí Tálibán islámskou teokratickou diktaturu, kde je veškerá moc soustředěná v rukou vůdce Tálibů, který má titul Nejvyšší vůdce Afghánistánu; neformálně je také označovaný jako Emír Afghánistánu. Jemu jsou podřízeny veškeré úřady, Nejvyšší soud a ostatní soudy, ozbrojené složky a další státní orgány. Přestože hlavním městem a sídlem vlády zůstává Kábul, nejvyšší vůdce sídlí v Kandaháru. Jeho poradním sborem je Rada pro vedení, kterou tvoří zhruba 30 nejvyšších vojenských a duchovních představitelů hnutí. V případě uprázdnění funkce nejvyššího vůdce zvolí Rada jeho nástupce. Od převzetí moci roku 2021 je nejvyšším vůdcem Hajbatulláh Achúndzáda.

### Zahraniční vztahy
Do roku 2025 žádná země světa vládu Tálibánu nad Afghánistánem oficiálně neuznala. Po porážce mezinárodně uznávané vlády zůstaly jedinými orgány Afghánské islámské republiky její velvyslanectví. Některá z nich pokračují ve své činnosti i nadále jako velvyslanectví republiky, zatímco v jiných zemích došlo k předání kontroly nad afghánskými diplomatickými misemi tak, že Tálibán jmenoval zástupce na úrovni chargé d'affaires. V prosinci 2023 se Čína stala první zemí, která akreditovala velvyslance jmenovaného Tálibanem. V roce 2024 ruská vláda pozvala zástupce Tálibánu, včetně ministra Abdula Manana Omariho na ekonomické fórum. Tálibánských oslav třetího výročí převzetí moci, konaných v srpnu 2024, se účastnili čínští a íránští diplomaté. V červenci 2025 jako první země světa uznalo tálibánský emirát Rusko, které přijalo nového afgánského velvyslance.

### Administrativní rozdělení

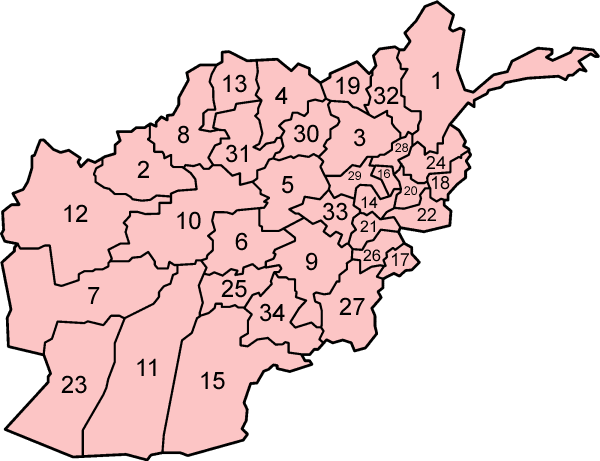
Mapa afghánských provincií

34 provincií (velájat):
| - 1 Badachšán - 2 Bádghís - 3 Baghlán - 4 Balch - 5 Bámján - 6 Dájkundí - 7 Faráh - 8 Fárjáb - 9 Ghazní - 10 Ghór - 11 Hilmand - 12 Herát | - 13 Džúzdžán - 14 Kábul - 15 Kandahár - 16 Kápísá - 17 Ghóst - 18 Kúnar - 19 Kundúz - 20 Laghmán - 21 Lógar - 22 Nangarhár - 23 Nímróz | - 24 Núristán - 25 Orúzgán - 26 Paktíja - 27 Paktíka - 28 Pandžšír - 29 Parván - 30 Samangán - 31 Sar-e Pol - 32 Tachár - 33 Vardak - 34 Zábul |

### Ozbrojené síly
Po zhroucení Afghánské národní armády a Afghánské národní policie ukořistili tálibánští militanti velké množství vojenského vybavení různého typu, které využívají k transformaci na regulérní a moderní armádu. Například již v listopadu 2021 se v Kábulu konala vojenská přehlídka, kde byli tálibánští bojovníci oděni nikoliv v tradičních oděvech, nýbrž v ukořistěných uniformách. Mezi další ukořistěné vybavení patří:
- pěchotní zbraně: Glock 19, M 9, M4, M16, AK-47;
- dělostřelecké systémy: houfnice D-30;
- bojová vozidla: HMMWV ("Humvee"), Ford Ranger, MRAP;
- letadla: vrtulník Mi-17, vrtulník MD 500.

V lednu 2022 skupina tálibánských vojáků absolvovala speciální tříměsíční výcvikový program ohledně moderní vojenské techniky. Tálibán se rovněž zmocnil zařízení, která v Afghánistánu vybudovaly zahraniční síly, například letecké základny Bagrám.

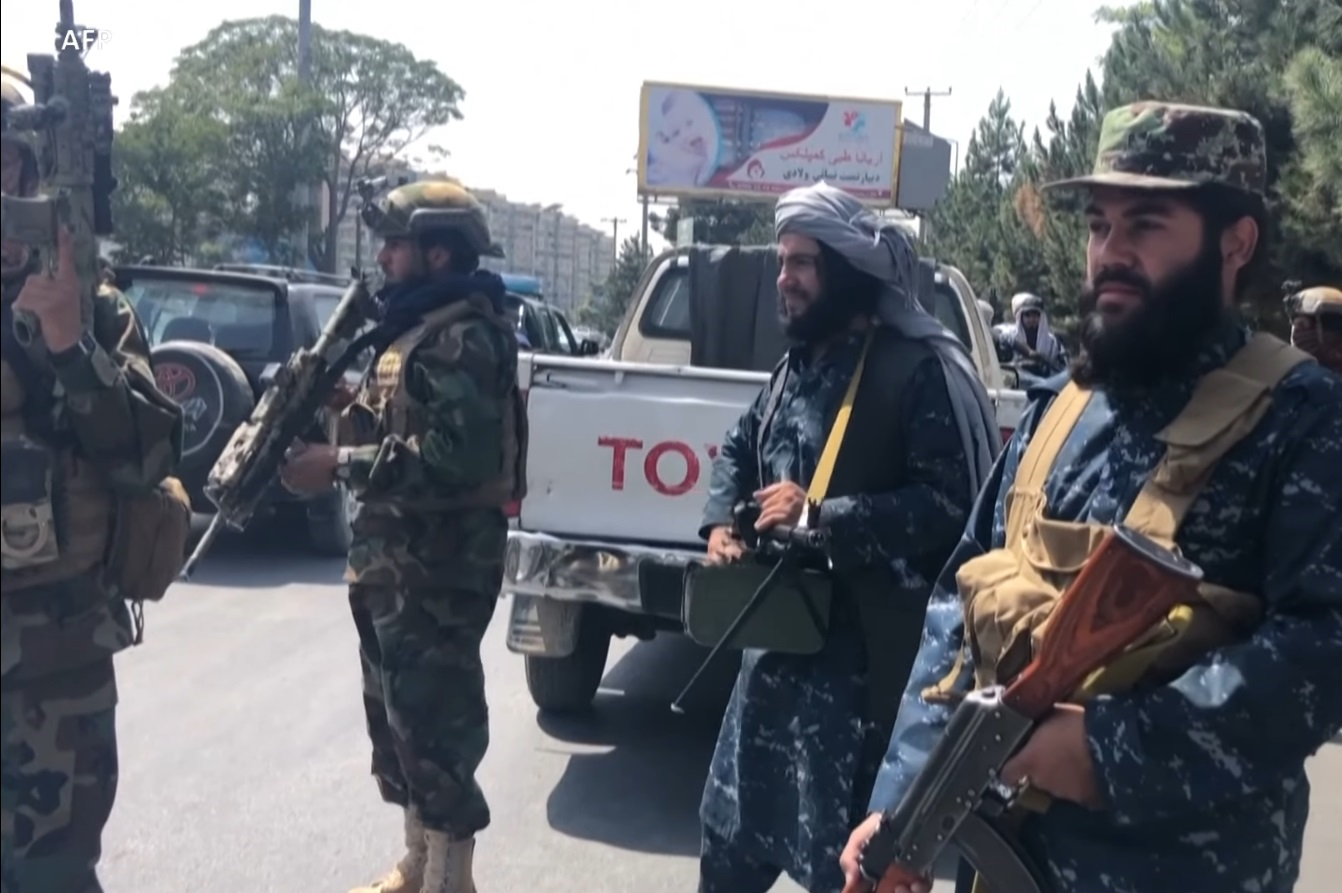
Vojáci Tálibánu
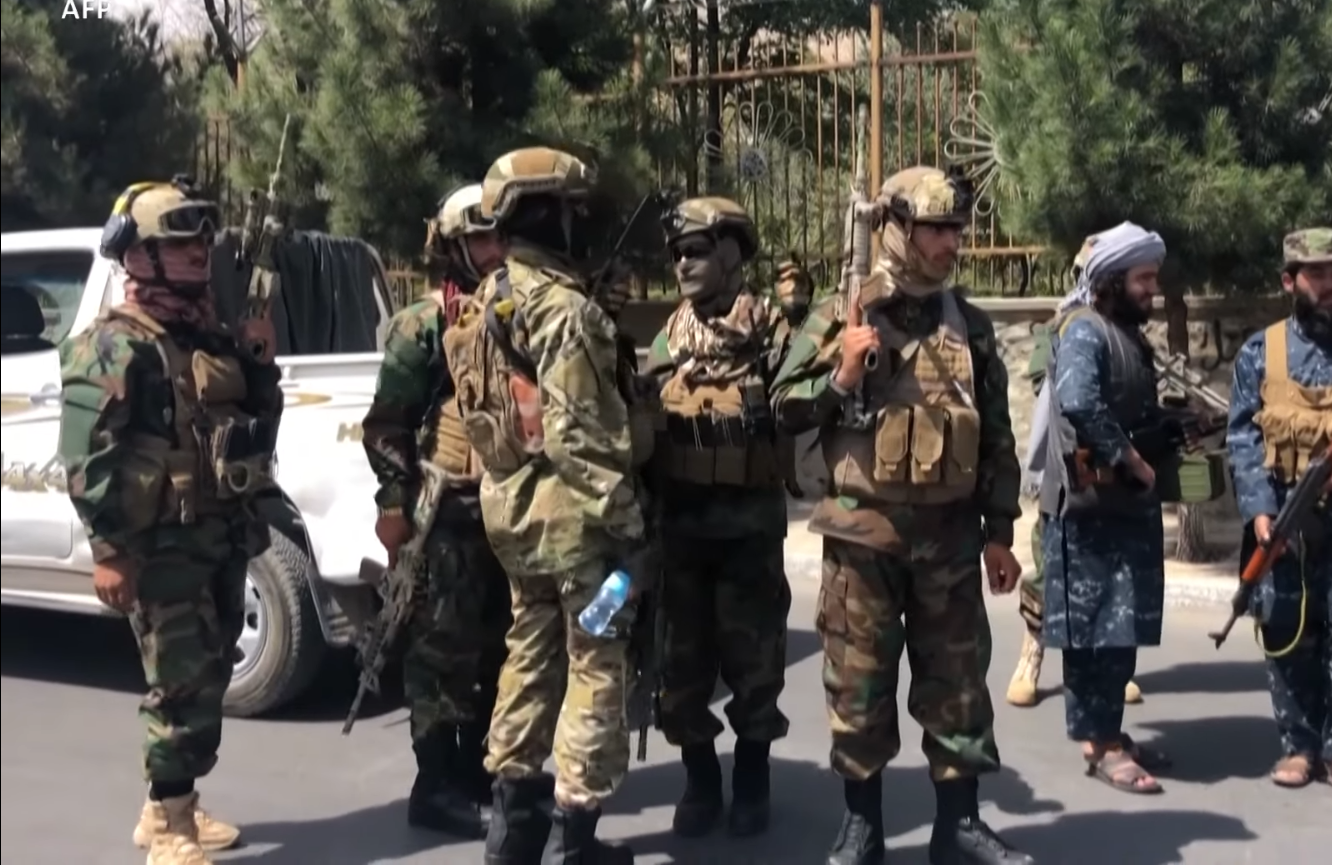
Vojáci Tálibánu
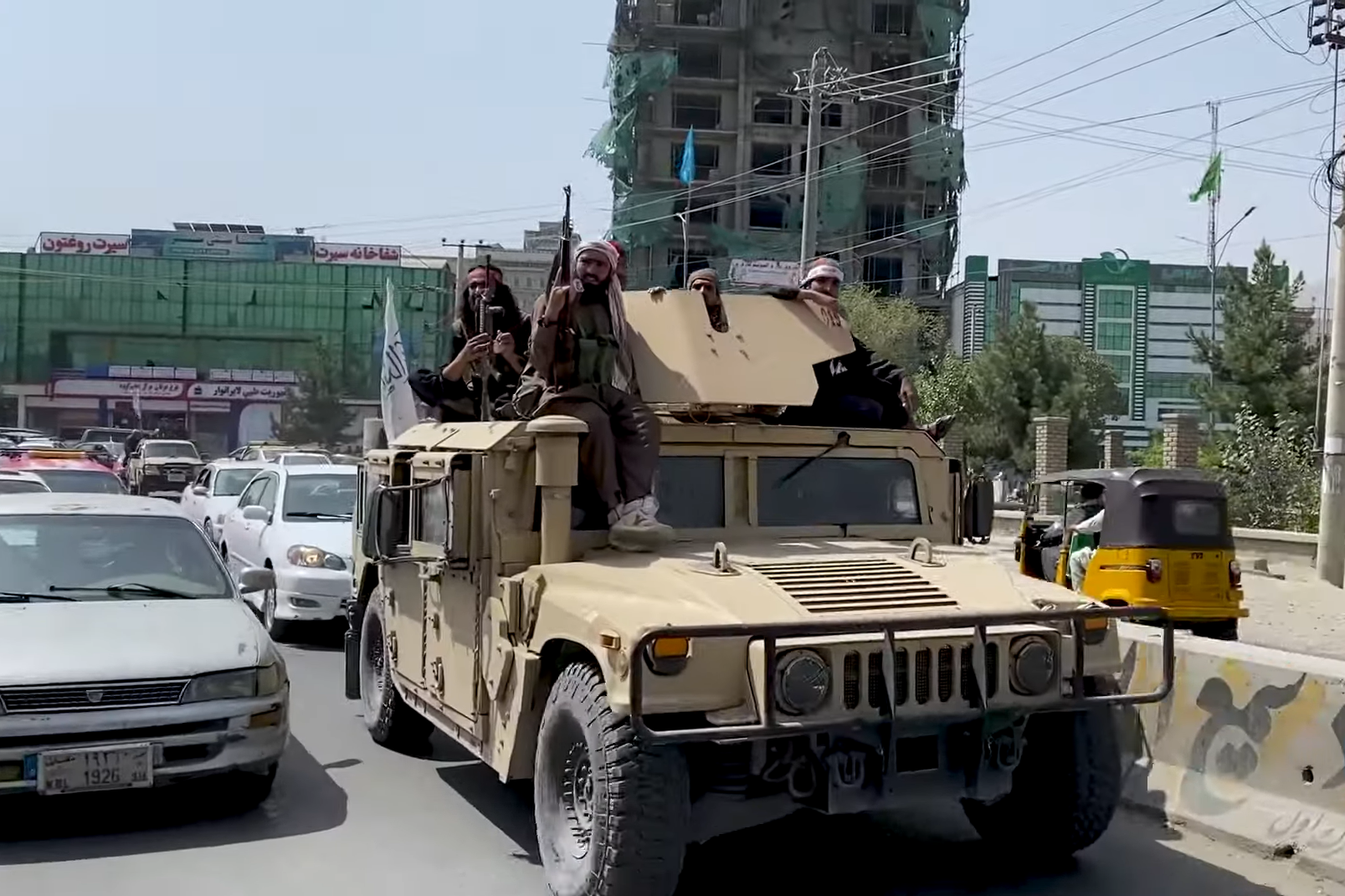
Vojáci Tálibánu v Humvee
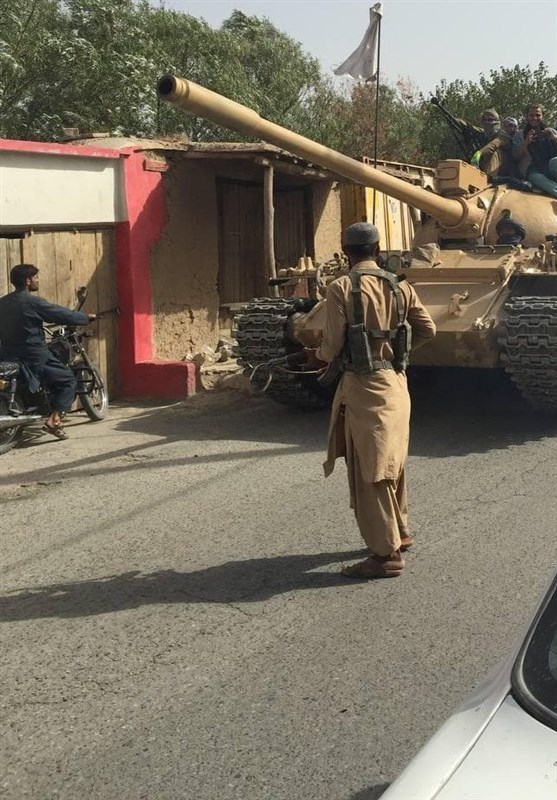
Vojáci Tálibánu na tanku

## Ekonomika

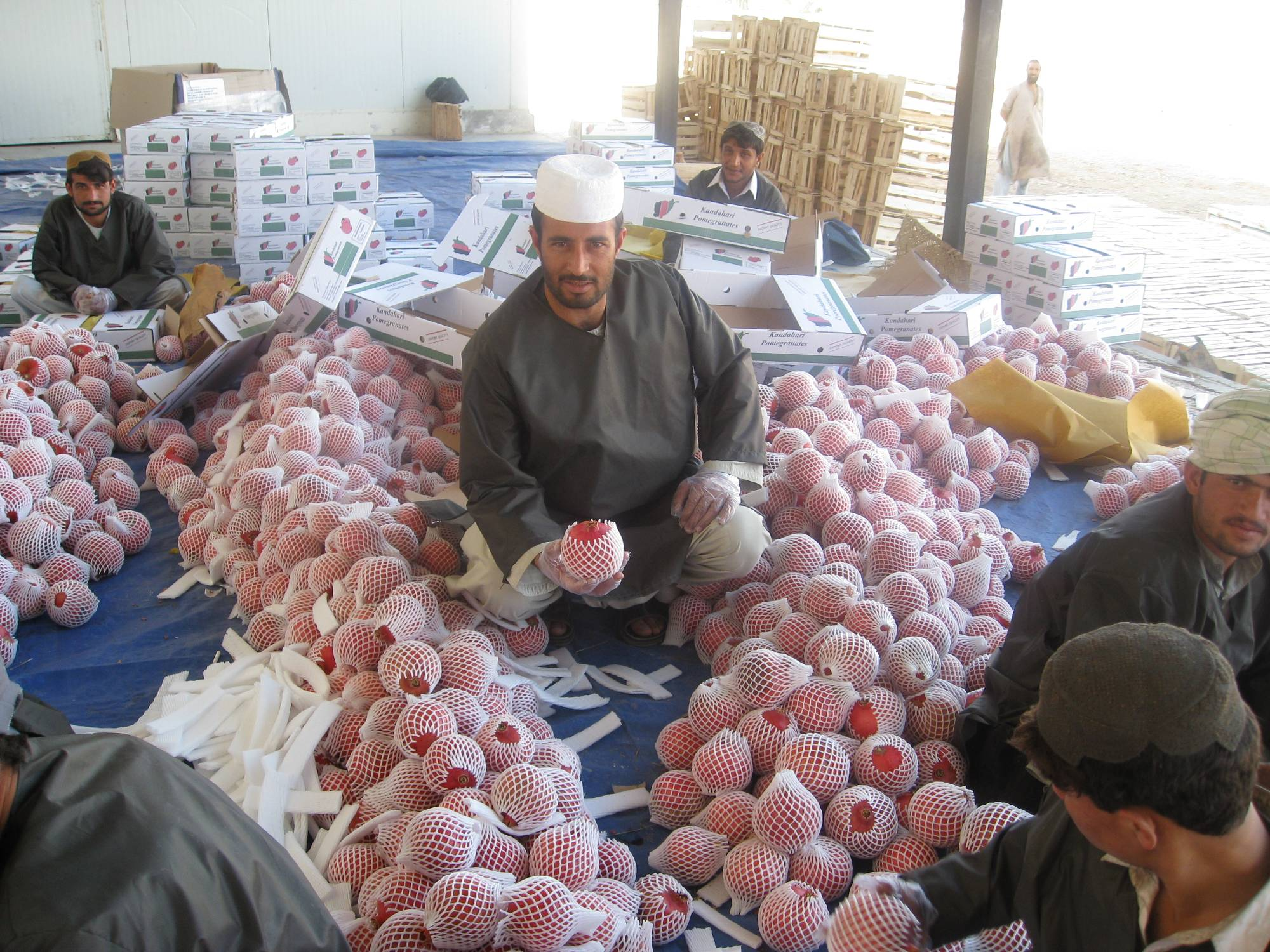
Zpracovávání granátových jablek

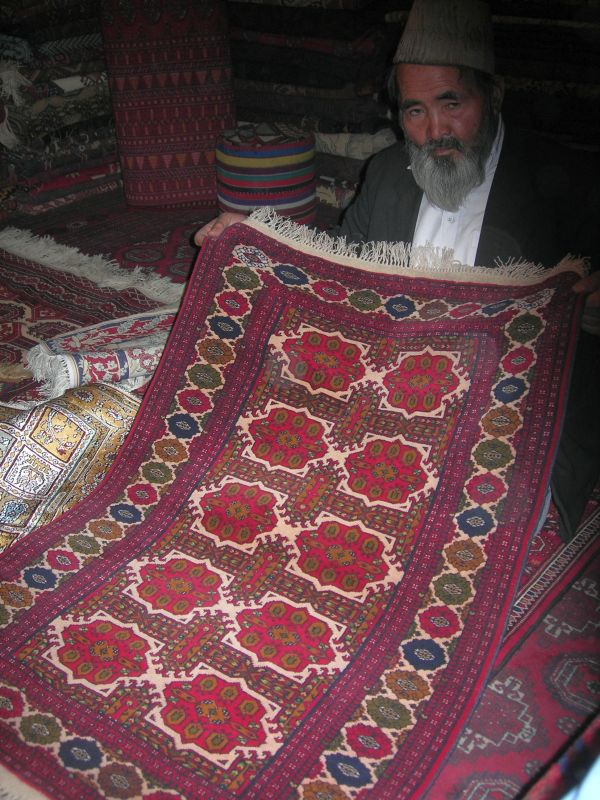
Prodejce afghánských koberců

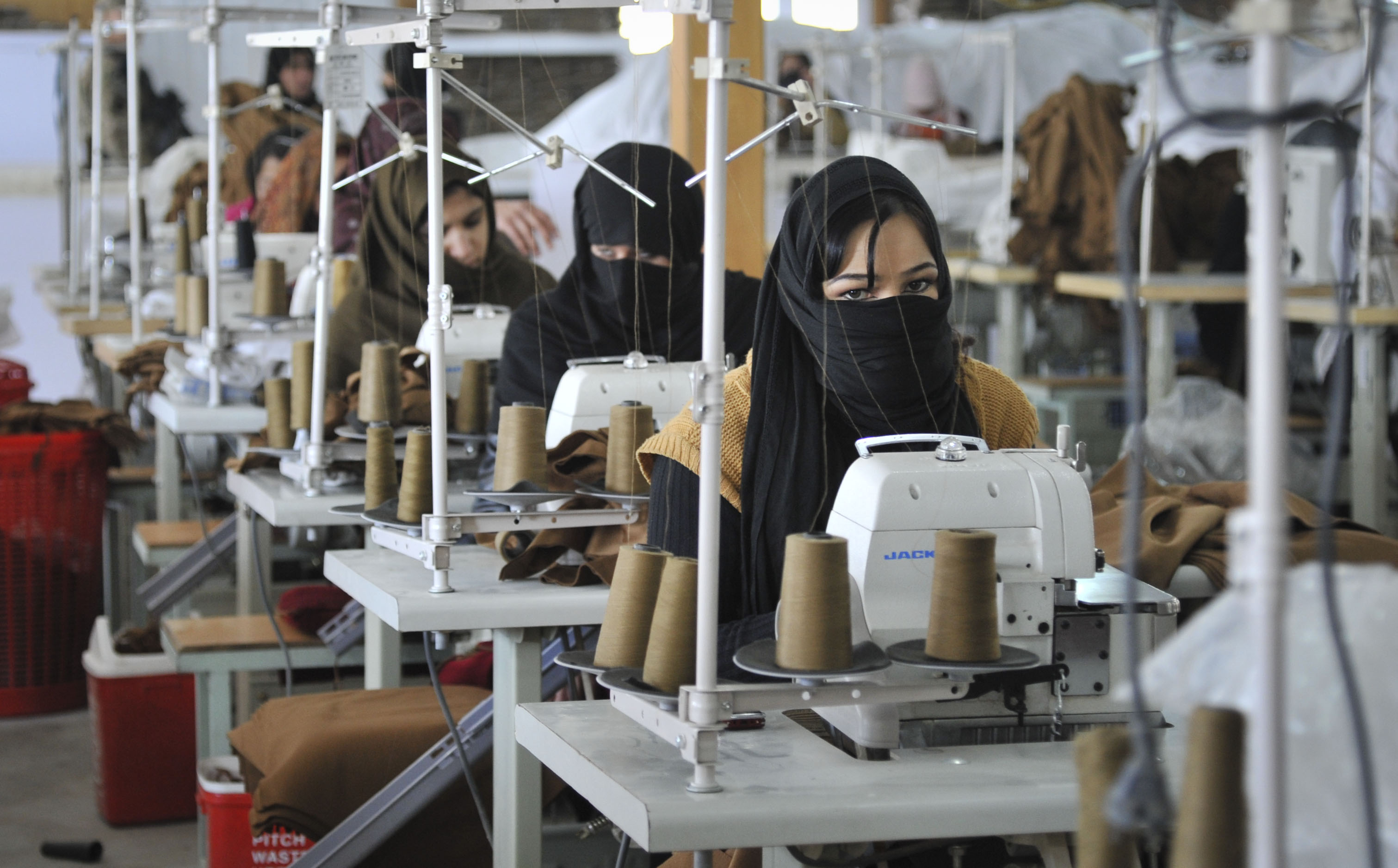
Afghánské ženy v textilní továrně v Kábulu

Afghánská ekonomika zažila rychlý rozvoj po roce 2002. Hrubý domácí produkt zaznamenal od roku 2003 do roku 2012 roční nárůst přibližně o 9,4 %. Po fázi ekonomického růstu přišlo v roce 2012 zpomalení a následný pokles ekonomické aktivity společně s poklesem v nezemědělských sektorech. Hlavní odvětví průmyslu představuje zpracování bavlny a výroba koberců, které tvoří výraznou část afghánského vývozu. Obrovský rozmach zaznamenal sektor služeb, zejména vývoj v oblasti telekomunikace. Pokrok zaznamenala také oblast afghánské vzdělávání, které je umožněno i dívkám, ale které trpí nedostatkem kvalifikovaných učitelů a školních zařízení. Výrazně se zvýšil počet dětí chodících do školy. Negramotnost dospělých zůstává stále nejvyšší na světě. Ke zlepšení došlo také ve zdravotnictví, přesto se Afghánistán pohybuje pod světovým průměrem a mnoho dětí trpí podvýživou. Rychlý rozvoj afghánské ekonomiky do roku 2012 byl do velké míry zapříčiněn nadprůměrnou úrodou a také expanzí sektoru služeb. Pokles v roce 2013 nezpůsobily faktory ekonomické, ale politické. Afghánistán se ponořil do nejistoty, která vyplývá z politické a bezpečnostní transformace. V roce 2013, kdy se Afghánistán připravoval na prezidentské volby spojené s nejistým jednáním o setrvání zahraničních sil v zemi, se podíl zahraničních firem v zemi snížil na nejnižší úroveň od roku 2008. Situaci zhoršila i krize bankovního sektoru, který po roce 2010 z důvodu nezodpovědného přístupu vlády celkově upadl.
Afghánské firmy zaměřující se na činnost v odvětvích jako obchod a prodej (29 %); výroba –⁠ včetně zpracování potravin (22 %); nebo ubytování a stravovací služby (10 %), zaměstnávají malé množství lidí. V oblasti zemědělství samotného (mimo pěstování opia), se v roce 2013 díky vhodným klimatickým podmínkám dosáhlo rekordní produkce; i tak však nestačilo pokrýt ztráty vzniklé v dalších odvětvích ekonomiky. Naopak se zvýšila produkce opia, a to téměř o 50 %, celková produkce činila 5500 tun v roce 2013, což je stejně jako v případě vysoké zemědělské produkce za daný rok připisováno příznivému počasí. Pěstování a produkce opia v roce 2013 tvořily 4 % afghánského HDP, zatímco exportní hodnota opiátů a drog se zvýšila na 3,1 miliardy dolarů, což představuje již 15 % HDP. Veřejné výdaje se zvýšily jen nepatrně, v roce 2013 představovaly 24 % afghánského domácího produktu. HDP za rok 2014 byl odhadován na 20,8 mld. dolarů, v roce 2015 však HDP vzrostl na 21,2 % (není započítána drogová ekonomika). Původně se očekával vyšší růst, jeho zpomalení ale způsobilo zhoršení bezpečnostní situace. Největší výzvou nadále zůstává infrastruktura, zejména co se týče elektřiny, která je i přes mnohá zlepšení poznamenána častými výpadky. V roce 2002 disponovalo přístupem k elektřině pouhých 6 % obyvatelstva, nyní ji může využívat téměř 30 % afghánské populace. 81 % afghánské elektřiny navíc představuje importovaná energie; země je rovněž závislá také na dodávkách zemního plynu z Turkmenistánu. Postižena je kvůli zničené či narušené infrastruktuře také doprava a logistika, navzdory značnému úsilí vynaloženého od roku 2002 zůstává stále 85 % cest v bídném stavu a pro motorová vozidla jsou většinou nesjízdné.

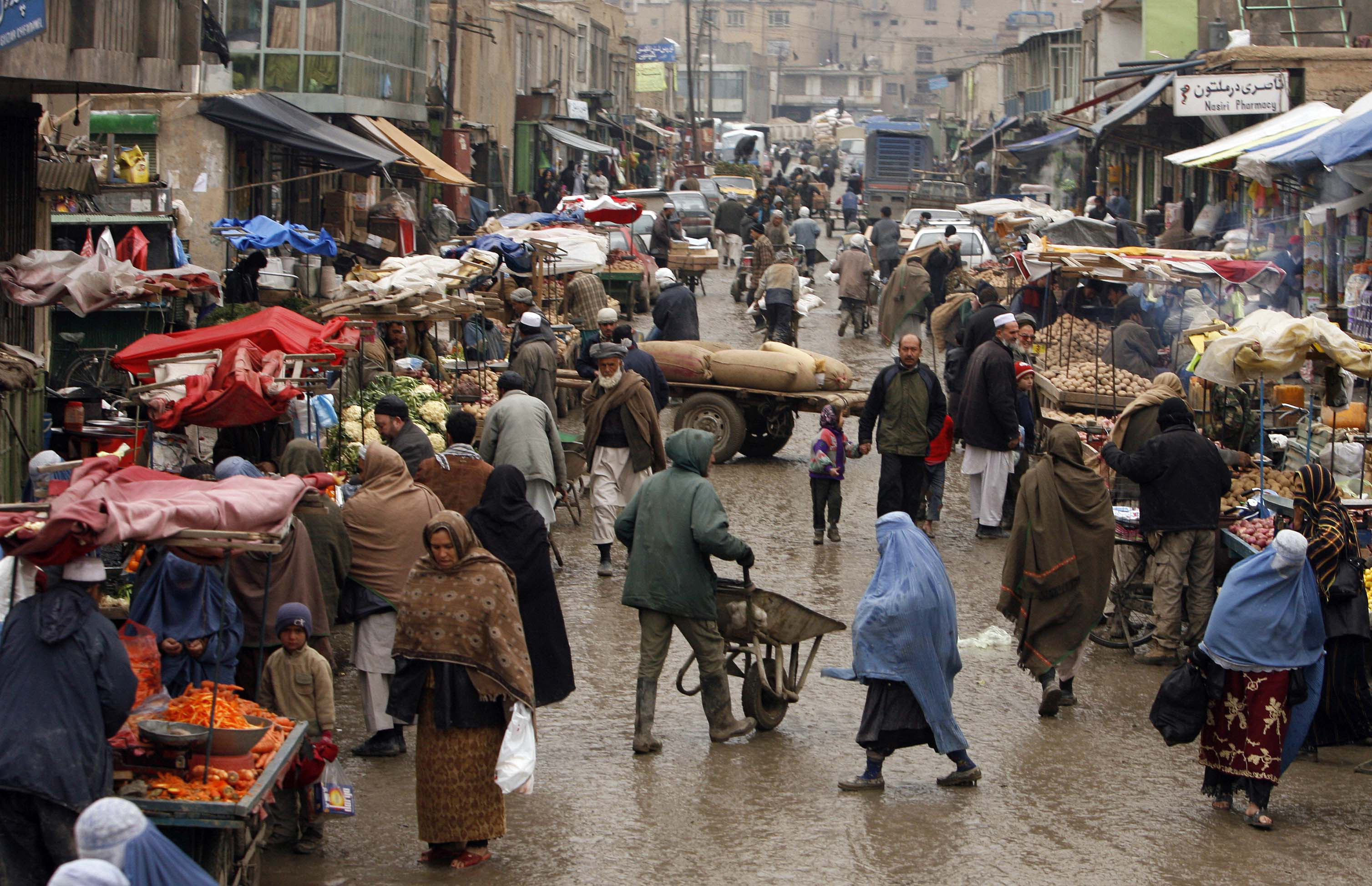
Afghánský trh s pouličními prodejci v Kábulu

Zemědělský sektor nadále zůstává podstatným prvkem afghánské ekonomiky. Značnou část zemědělské půdy ale zničil dlouholetý konflikt, což omezuje možnosti pěstitelů a přispívá rovněž k nedostatku potravin. Ještě před sovětskou invazí a zahájením konfliktu bylo afghánské zemědělství na vysoké úrovni, vyznačovalo se soběstačností v oblasti masných a mléčných produktů, Afghánistán byl také významným vývozcem vlny, koberců nebo kožených výrobků. Populační růst a konfliktem zničené zemědělství i infrastruktura vedlo k tomu, že Afghánistán je nyní pouze soběstačný. Pouze 12 % půdy v zemi tvoří orná půda, z toho je pouze polovina zemědělsky využita. I tak zemědělství pro zemi znamená hlavní zdroj příjmů a nejdůležitější sektor hospodářství zaměstnávající většinu obyvatelstva. V roce 2013 představovalo zemědělství více než třetinu HDP. Po roce 2010 zemědělství představuje 25 % HDP země a zaměstnává více než polovinu afghánské pracovní síly (na zemědělství je celkem závislých 75 % populace). Na zemědělský sektor, ve kterém se nachází obrovský potenciál, se zaměřují různé projekty, které hodlají afghánské zemědělství modernizovat, zlepšovat dostupnost zdrojů a rozšiřovat spektrum pěstovaných plodin.
Jedním z nejzávažnějších problémů poválečné rekonstrukce Afghánistánu se stala produkce drog, která po roce 2001 soustavně narůstala a brzy tvořila třetinu podílu celkového příjmu státu. Půda pro pěstování plodin na výrobu narkotik se údajně rozrostla téměř z ničeho na 4,5 tisíce hektarů, sklizeň vzrostla z 500 tun na 6,5 tisíce tun. Drogový průmysl na jednu stranu přinesl zisky jejich pěstitelům a pozitivně ovlivnil makroekonomickou bilanci, zároveň však oslabil vnitřní i politickou bezpečnost. V čele vzbouřeneckých organizací, které poskytují bezpečnost všem, kdo se zabývají výrobou, sklizní a zpracováním drog a kdo s nimi i obchodují, stojí „warlordi“. Za peníze získané z prodeje drog pořizují výzbroj, výstroj a výcvik. Podporou výroby a prodeje drog destabilizují a oslabují vládu i bezpečnost země. Slabá vláda, která byla u moci v roce 2012, kdy mnozí státní úředníci byli zkorumpovaní, nebyla schopna s tímto závažným problémem bojovat. Hynek a kolektiv uvádějí, že soustavného zlepšování bezpečnosti a posilování autority státu je možno dosáhnout čtyřmi základními způsoby. Prvním způsobem je zákaz pěstování omamných látek, problémem jsou nepřátelské reakce ze strany špiček řídících drogovou ekonomiku a „warlordů“. Druhým způsobem je ničení polí určených k pěstování drog, nevýhodou je rychlé a značné zchudnutí farmářů jako nejnižších článků drogové ekonomiky. Třetím způsobem je pěstování alternativních plodin, např. šafránu (nevýhodou je časová a finanční náročnost a také nízká trpělivost venkovských obyvatel). Čtvrtým způsobem je kombinace pěstování alternativních plodin s ničením polí osázených plodinami pro výrobu drog (nevýhodou je, že jde o úkol časově i finančně náročný spojený s určitým odklonem místního obyvatelstva od spojeneckého úsilí). Po nástupu Tálibánu k moci bylo pěstování drog, a to včetně opia, postaveno zcela mimo zákon a došlo tak k rapidnímu poklesu produkce. V červnu 2023 uvedl šéf Tálibánu Achúndzáda, že pěstování máku bylo v zemi dokonce zcela vymýceno. Analytická společnost Alcis uvedla, že v provincii Hílmand skutečně došlo ke snížení produkce opia, a to až o 99 %.

### Nerostné bohatství

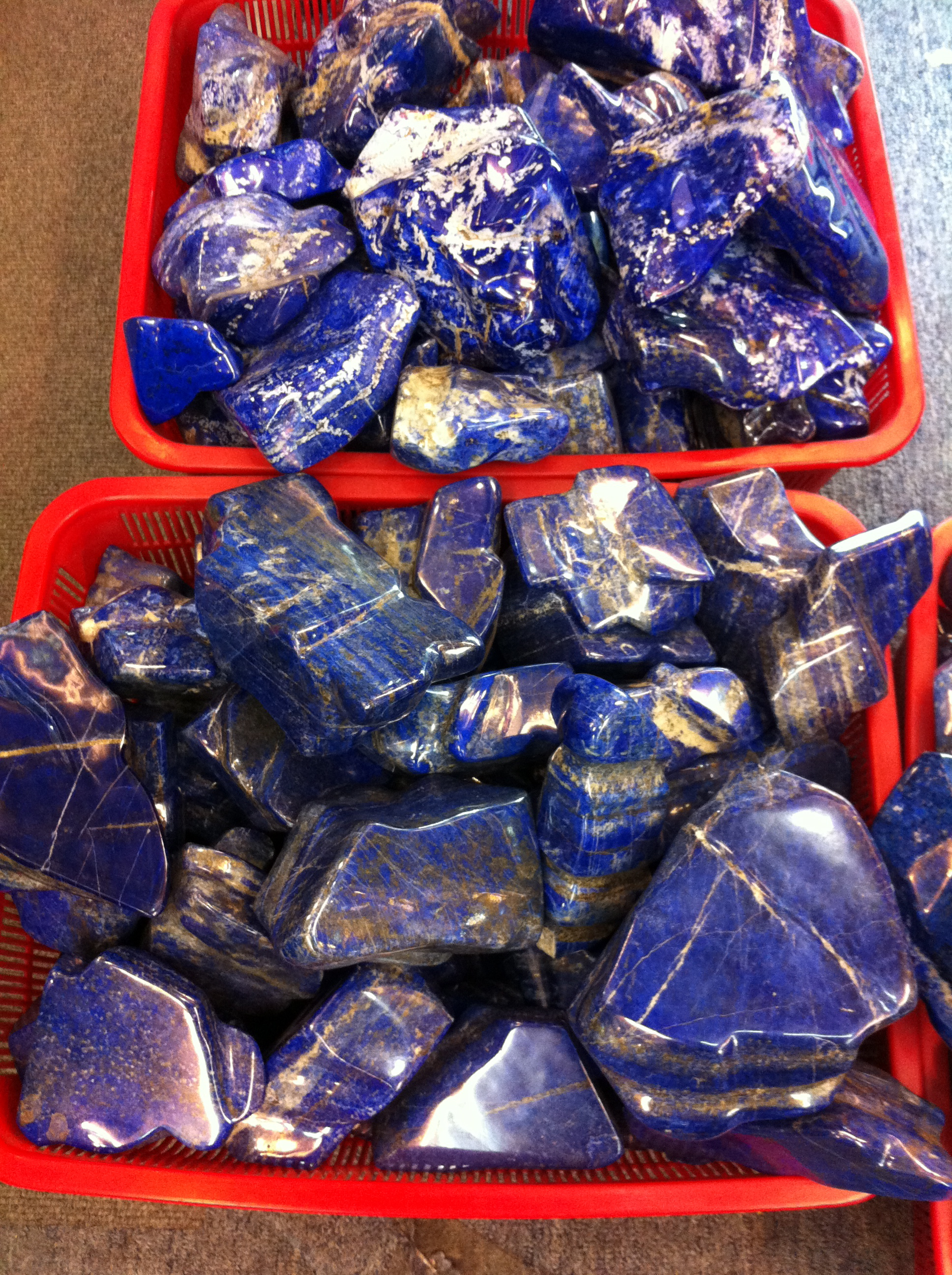
Lapis lazuli

Afghánistán má také velký potenciál v oblasti těžební. Američtí geologové objevili v Afghánistánu ložiska kovů v hodnotě bilionu dolarů. Zásoby železa, mědi, kobaltu, zlata a především lithia mohou zásadně změnit ekonomiku zaostalého státu (využití lithia je velmi široké, např. elementární lithium se používá v energetice, lithiové baterie patří k velmi perspektivním prostředkům pro dlouhodobější uchování elektrické energie a jejich využití v elektronice stále silně roste, organické soli lithia se používají ve farmaceutickém průmyslu jako součásti uklidňujících léků tlumících afekt a mnoho dalších způsobů). Dalšími zásobami jsou černé uhlí, ropa a zemní plyn. Dopad na afghánskou ekonomiku má stahování koaličních sil, které vedlo i ke ztrátě pracovních míst. V době působení 150 tisíc vojáků NATO a 400 tisíc kontraktů v zemi bylo vytvořeno mnoho pracovních pozic v oblasti transportu a stavebnictví. V roce 2012 Afghánistán nebyl ekonomicky soběstačnou zemí, a proto zahraniční ekonomická pomoc představuje jeden ze zásadních aspektů úspěchu celé rekonstrukce Afghánistánu i celého mezinárodního angažmá. Existuje několik projektů a programů na podporu Afghánistánu. O rozvoj se stará také Světová banka, která vytvořila program orientovaný na tři oblasti: vybudování legitimity a kapacity institucí; spravedlivá distribuce služeb; ekonomický růst a zaměstnanost.
Nejvíce nerostných surovin v sobě skrývají hory. Geologové v nich objevili zásoby kamenného uhlí a v posledních desetiletích i ropy. V horách se odedávna nacházely drahokamy a polodrahokamy, zejména malachit a lazurit. Jsou známá i naleziště rudy a dalších barevných kovů, např. chromu, mědi i vzácných kovů jako např. beryllia, zlata a stříbra. Pro hospodářský rozvoj země mají význam ložiska vápence, azbestu a stavebního kamene včetně mramoru.

### Doprava

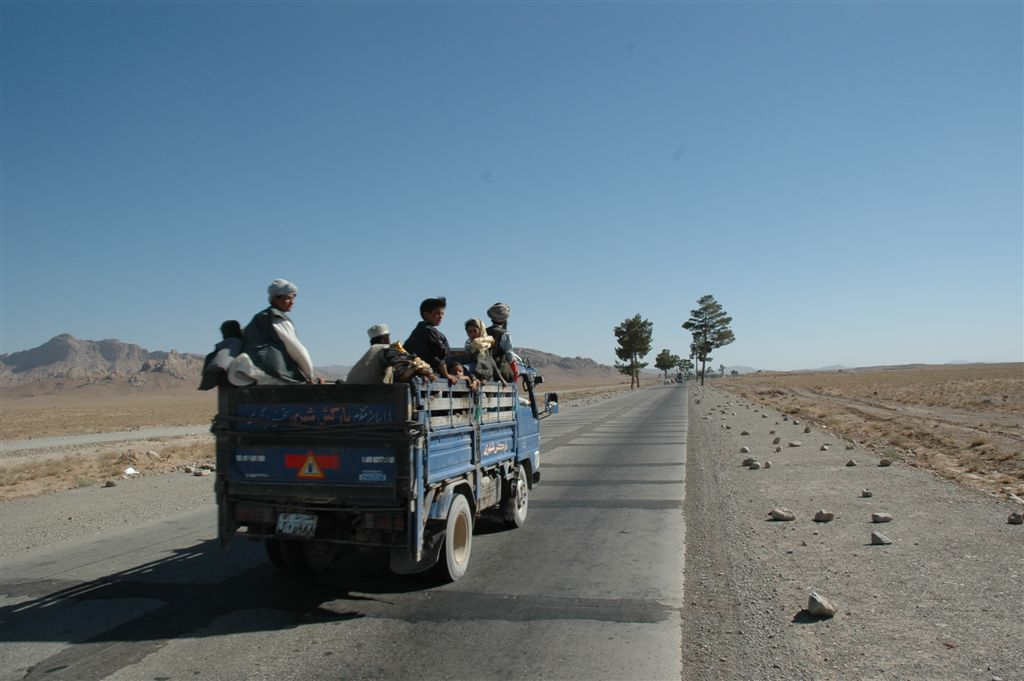
Doprava v Afghánistánu na nákladním autě na cestě z Kandaháru do Herátu

Ekonomická infrastruktura země je silně narušena a dezintegrována. Cestování je velmi omezené už povrchem Afghánistánu.
Silniční dopravní síť – jediná fungující – je narušována aktuální vojenskou situací i kontrolou místních vojenských velitelů. Přesto je v Afghánistánu 21 000 km cest –⁠ z nich je ale pouze 13 % zpevněných a 8 % štěrkových.
Železnice v Afghánistánu prakticky neexistuje. V celé zemi bylo na přelomu tisíciletí pouze 25 km kolejí, které jsou určeny k přepravě zboží mezi Afghánistánem a Turkmenistánem a Uzbekistánem. Všechny pokusy vybudovat železniční síť vždy selhaly, což tamním obyvatelům vůbec nevadilo. Vlaková doprava pro ně symbolicky ztělesňovala kolonizaci a oni byli náležitě hrdí na to, že jejich zemi se tohoto porobení podařilo ušetřit. To se ale má časem změnit. V roce 1982 byl Sovětským svazem pro podporu sovětských vojsk postaven silniční a železniční afghánsko-uzbecký most přátelství, který spojoval Afghánistán s SSSR (celkem asi 15 km trati). V roce 2010 začala výstavba další navazující 75 km dlouhé tratě od uzbeckých hranic do severního Afghánistánu do města Mazáre Šeríf. První nákladní vlaky po ní začaly jezdit okolo srpna 2011. Poté budou následovat i další tratě. Afghánistán by se tak mohl stát významným železničním mostem.
Z řek je k přepravě vhodná pouze Amudarja, která má splavných 1 400 km. Na Amudarji leží také 2 jediné větší říční přístavy v zemi – Keleft a Chejrabad. Řeky, které jsou velmi divoké, jsou využívány pro samosplavování dřevěných trámů.
Veřejná doprava probíhá v Afghánistánu především pomocí autobusů nebo nákladních aut. V nich se převážejí jak lidé tak zvířata – a jak uvnitř dopravního prostředku tak na jeho střeše. V hromadné dopravě je důležité si zapamatovat to, že ženy vždy cestují odděleně od mužů (převážně v přední části vozu). Obyvatelé měst pak velmi často využívají k dopravě jízdní kolo.
Letecká doprava se opírá o 2 mezinárodní letiště v Kábulu a Kandaháru. V celé zemi je celkem 48 letišť, z nichž přibližně polovina má zpevněné přistávací plochy. Národní leteckou společností je Ariana Afghan Airlines. Další významnější společnost je Kam Air – služby této společnosti jsou však velmi omezené. V Afghánistánu byla zakázána mezinárodní letecká doprava a tudíž šlo využít letadla k přepravě pouze mezi městy v Afghánistánu.

## Obyvatelstvo

Etnolingvistická mapa Afghánistánu

Afghánský národní statistický a informační úřad odhaduje počet obyvatel Afghánistánu k roku 2024 na 35,7 milionu, zatímco OSN odhaduje více než 42,0 milionu. V roce 1979 bylo uváděno, že celkový počet obyvatel je asi 15,5 milionu. Asi 25,3 % obyvatel žije ve městech, 70,4 % na venkově a zbývající 4,3 % jsou kočovníci. Další asi 3 miliony Afghánců jsou dočasně ubytovány v sousedním Pákistánu a Íránu, většina z nich se v těchto dvou zemích narodila a vyrostla. Od roku 2013 je Afghánistán zemí s největším počtem uprchlíků na světě, tento titul si drží již 32 let.
Současná míra populačního růstu činí 2,37 %, což je jedna z nejvyšších hodnot na světě mimo Afriku. Očekává se, že pokud bude pokračovat současný populační trend, dosáhne tato populace do roku 2050 82 milionů. Počet obyvatel Afghánistánu se neustále zvyšoval až do 80. let 20. století, kdy občanská válka způsobila útěk milionů lidí do jiných zemí, například do Pákistánu. Od té doby se miliony lidí vrátily a válečné podmínky přispívají k tomu, že země má nejvyšší porodnost mimo Afriku. Od přelomu století se afghánská zdravotní péče zotavila, což způsobilo pokles kojenecké úmrtnosti a zvýšení průměrné délky života, ačkoli má nejnižší průměrnou délku života ze všech zemí mimo Afriku. To (spolu s dalšími faktory, jako jsou vracející se uprchlíci) způsobilo v roce 2000 rychlý populační růst, který se teprve nedávno začal zpomalovat. Giniho koeficient v roce 2008 činil 27,8.
Úhrnná plodnost v Afghánistánu v roce 2024 byla odhadnuta na 4,4. V roce 2022 činila 4,5, což je přibližně dvojnásobek světového průměru. Od počátku 80. let 20. století míra plodnosti klesá.

### Urbanizace
Podle odhadu CIA World Factbook bylo v roce 2020 urbanizováno 26 % obyvatelstva. To je jeden z nejnižších údajů na světě; v Asii je vyšší pouze než Kambodža, Nepálu a  Srí Lanka. Urbanizace se rychle zvyšuje, zejména v hlavním městě Kábulu, a to díky navrátivším se uprchlíkům z Pákistánu a Íránu po roce 2001, vnitřně vysídleným osobám a venkovským migrantům. Urbanizace v Afghánistánu se od typické urbanizace liší tím, že se soustřeďuje pouze do několika měst.
Největším městem je Kábul s 5 miliony obyvatel. Další velká města se nacházejí v „prstenci“ kolem Centrální vysočiny, konkrétně Kandahár na jihu, Herát na západě, Mazáre Šeríf a Kunduz na severu a Džalálábád na východě. 

### Enticita, postavení žen
Obyvatelstvo se rozděluje do mnoha etnických skupin. Největší skupinou jsou Paštunové, další nejpočetnější jsou Tádžikové, Uzbeci a Hazárové. Mezi další skupiny patří například Ajmakové a Turkmeni. Paštunové se dělí na přibližně 60 kmenů. Mezi nejdůležitější jazyky patří perština (dárí, či darí) a paštu, či paštština. Další jsou uzbečtina a turkmenština. V zemi se mluví ještě asi dalšími 30 jazyky. Většina Afghánců jsou sunnitští muslimové, Hazárové vyznávají ší'itský islám.

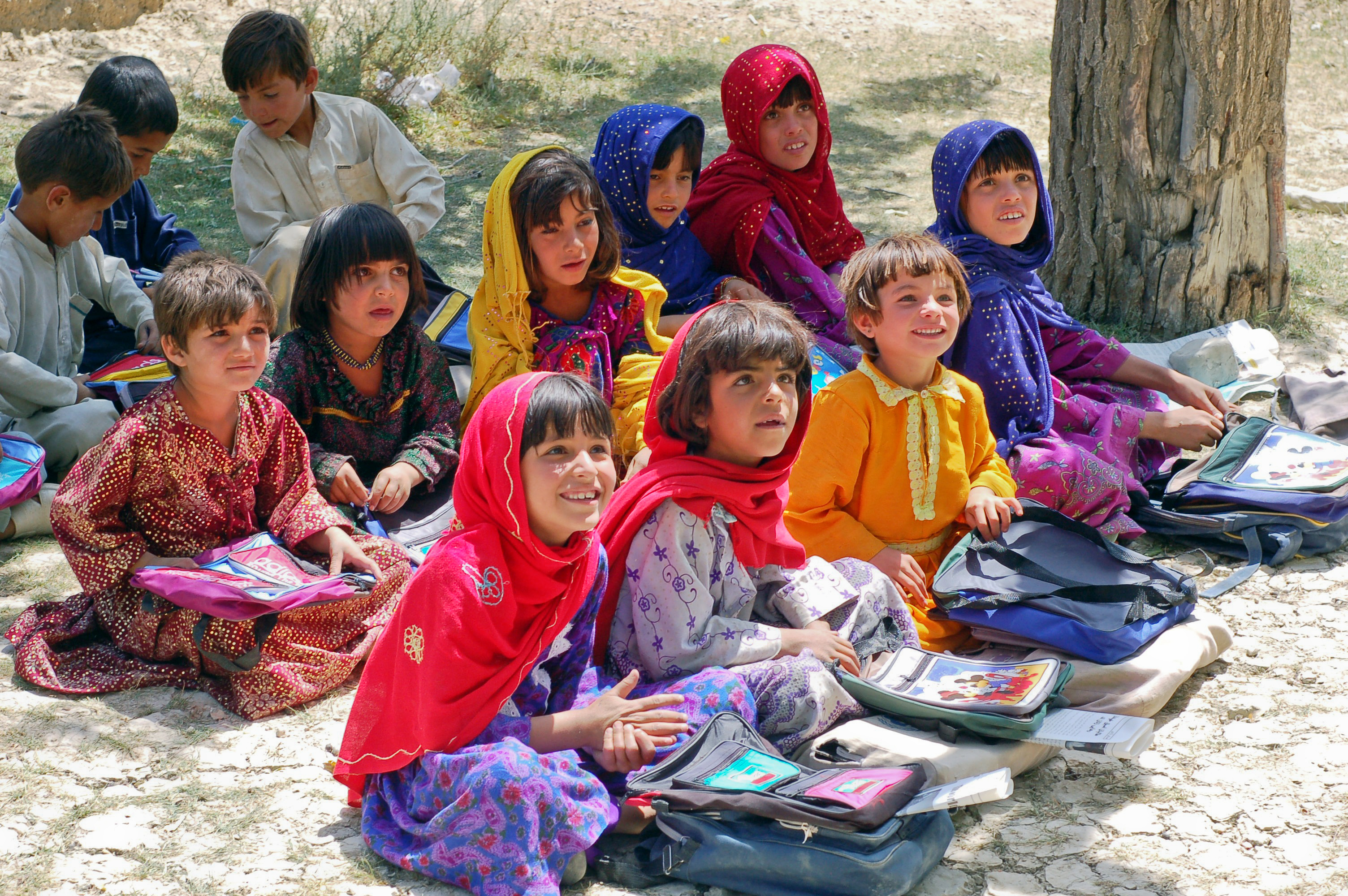
Školní děti v provincii Paktíja

Co se týče postavení žen ve společnosti, v posledních několika letech v zemi působí místní organizace, které si kladou za cíl je vylepšit. Mezi ně patří například organizace RAWA (revoluční asociace afghánských žen), která bojuje za práva žen, vede vzdělávací lekce pro ženy a provozuje sirotčince. Lepší výsledky podle pozorovatelů vykazuje ale jenom oblast hlavního města země.
V roce 2004 mělo přístup k pitné vodě 24–25 % Afghánců, k sanitaci (sprcha/koupel) pak 12–13 %.
Velká města: Kábul (4 000 000), Kandahár (225 000), Herát (170 000), Mazáre Šeríf (118 000)
Velkým problémem pro obyvatele Afghánistánu z minulých a současných konfliktů jsou nášlapné miny a nevybuchlá munice. Denně 10 až 20 lidí ztratí končetinu nebo život, nejvíce děti a zemědělci. V hlavním městě Mezinárodní červený půlměsíc spolupracuje s výrobnou umělých končetin a protetických implantátů.

### Jazyk
Paštštinu používají logicky převážně Paštúnové (více než třetina obyvatel), darí lze pak slyšet z úst Tádžiků, Hazarů, Ajmaků a Kizilbašů (tímto jazykem tak mluví více než polovina obyvatel Afghánistánu). Další indoevropské jazyky jsou zastoupeny už jen okrajově. Celkový počet jazyků v Afghánistánu se odhaduje na 50.

### Vzdělání
V létě 2003 bylo 30 % ze 7 000 afghánských škol vážně poničeno následkem bojů v předchozích letech. Jenom polovina škol měla čistou vodu. Za vlády Tálibánu nebylo vzdělání chlapců dostatečné a dívky se nesměly vzdělávat vůbec.
Až čtyři miliony afghánských dětí se v roce 2003 přihlásilo do školy, což je asi nejvíc v historii země. Vzdělání je teoreticky dostupné pro obě pohlaví, v praxi zejména ve venkovských oblastech může být vzdělání žen a dívek značně podmíněno tamním dodržováním ortodoxního islámského náboženství.
Gramotnost je 28,1 % (údaj k roku 2000).

### Náboženství
| Náboženství v Afghánistánu | Náboženství v Afghánistánu | Náboženství v Afghánistánu | Náboženství v Afghánistánu | Náboženství v Afghánistánu |
| -------------------------- | -------------------------- | -------------------------- | -------------------------- | -------------------------- |
|                            |                            |                            |                            |                            |
| Sunnitský islám            | Sunnitský islám            |                            | 70 %                       | 70 %                       |
| Isná ašaríja               | Isná ašaríja               |                            | 25 %                       | 25 %                       |
| Ismá'ílíja                 | Ismá'ílíja                 |                            | 4,5 %                      | 4,5 %                      |
| ostatní                    | ostatní                    |                            | 0,5 %                      | 0,5 %                      |

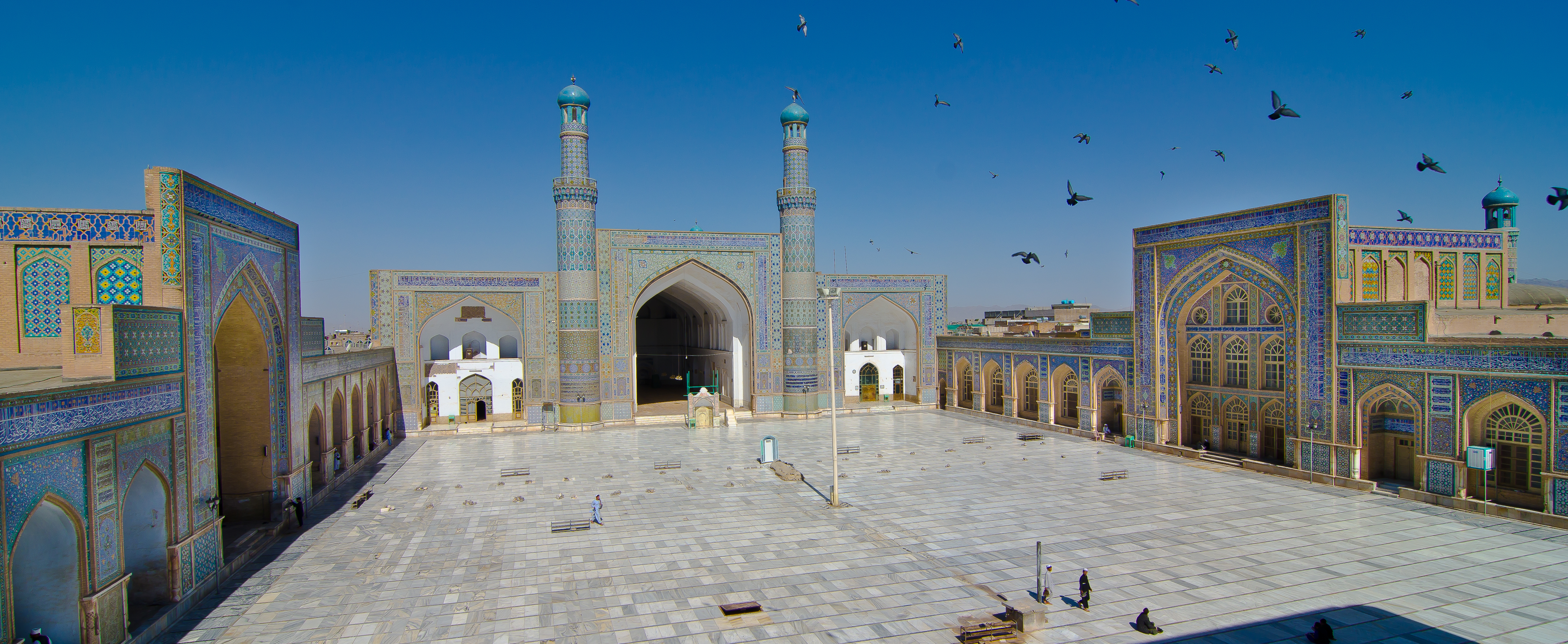
Páteční mešita Džama Mašdžíd v Herátu

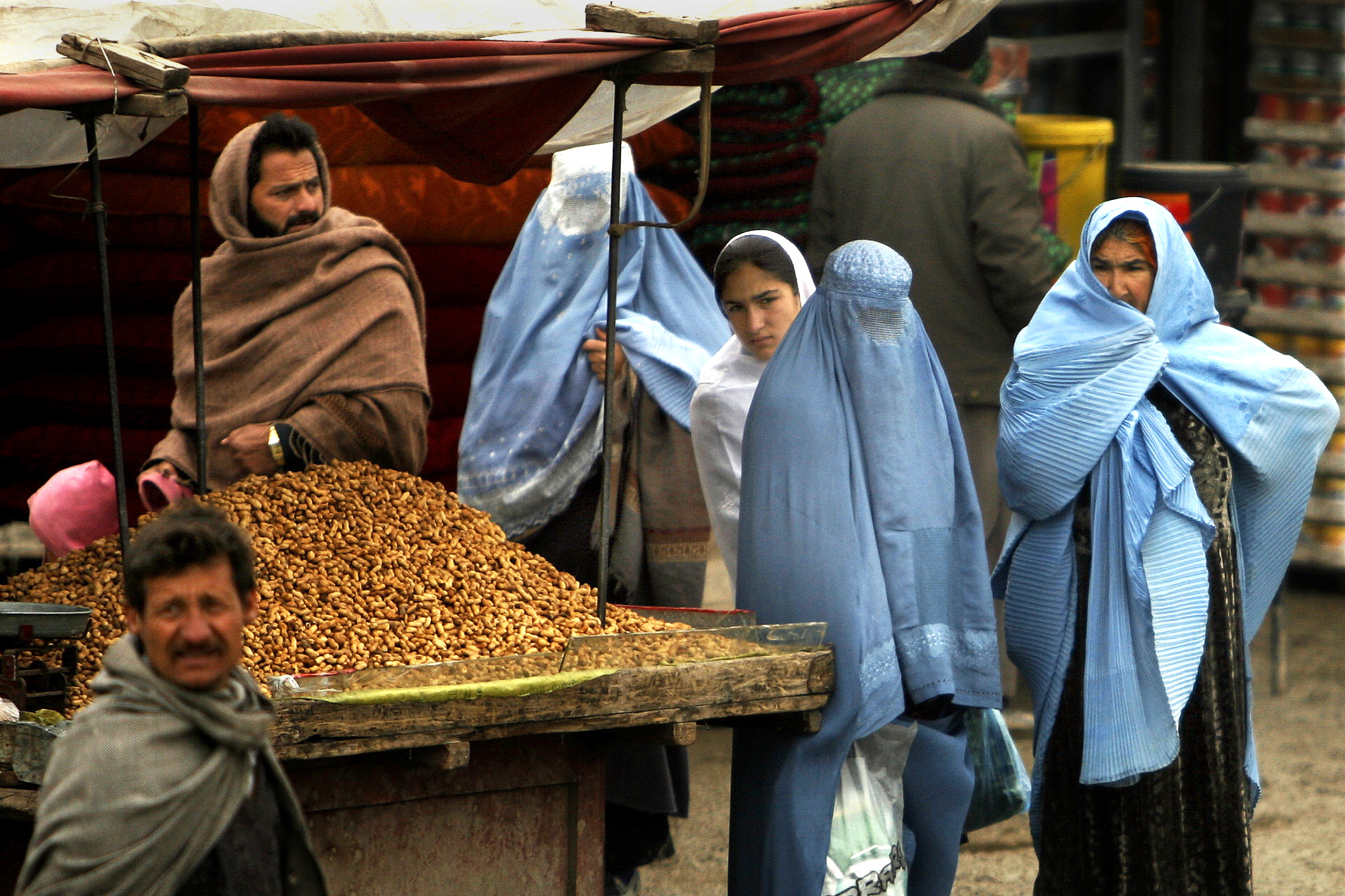
Zahalené ženy procházejí trhem

Afghánistán patří mezi islámské státy. Cca od roku 1994 byl v Afghánistánu zaváděn Islám v té nejhorší formě, jakou si jen lze představit, včetně práva Šaría. V tomto roce bylo totiž v jižním Afghánistánu, v provincii Kandahár, založeno hnutí Tálibán. To si dalo za úkol oživit islámské tradice. Toto hnutí se pak „proslavilo“ především násilím, které páchalo na obyvatelstvu, a to ve jménu božím – tedy jménem Alláha. Přihlásilo se tak k Džihádu, tedy Svaté Válce, díky níž by se měl stát Islám světovým náboženstvím. Postupně se Tálibánu podařilo ovládnout asi 95 % území celého Afghánistánu. A především Tálibán je důvodem toho, že prakticky celý svět přerušil všechny styky s tímto státem. Tálibán státu vládl podle koránu. Korán je pro Afghánistán vlastně zákonem a kdo se podle zákona nechová, bývá tvrdě trestán. Nejvíce postiženy byly tímto ženy, které už samotný Islám omezoval. Tálibán pak zaváděl výklad koránu až do absurdity, nad kterými obyčejný smrtelník z civilizovaného světa může jen žasnout. Lidé jsou vlastně nuceni žít v chudobě, nemohou se šatit podle svého uvážení (opět to platí především pro ženy), dokonce by neměli vlastnit ani televizor. Muži nemohou být oholení – musí mít neustále na tváři bradku. Ženy jsou nuceny chodit zahalené do oděvů, přes které není vidět ani kousíček jejich těla. V některých provinciích musely ženy nosit dokonce i síťky přes oči (burka). Tyto praktiky byly Tálibánem dohnány do extrémů ve zdravotnictví, kde často nastanou situace kdy žena nemůže být dokonce ani operována, protože muž-doktor nesmí vidět odhalenou část těla cizí ženy.
V Afghánistánu se koránem řídí prakticky celý život. Je zde přesně upravené například to, jak požádat dívku o ruku (je třeba se obrátit na otce), nebo jak se lze s ženou či mužem rozvést, apod.
V oblastech, které ovládal Tálibán, byly tyto náboženské zvyklosti (povinnosti) striktně dodržovány a „nečinnost“ se tvrdě trestala (pochopitelně opět dle Koránu – tedy bičováním, kamenováním, useknutím končetiny, apod.).

## Kultura
Mnoho historických památek bylo ve válkách v poslední době zničeno. Slavné sochy dvou Buddhů byly bezohledně zničeny Tálibánem, protože byly označeny za symbol jiného náboženství. V Herátu se narodil a žil nejvýznamnější představitel středověké perské miniatury, malíř Bihzád.
Afghánci jsou známí jako výborní jezdci na koních. Než se k moci dostal Tálibán, byl Afghánistán sídlem mnoha hudebníků tradiční i moderní afghánské hudby. Kábul poloviny 20. století byl přirovnáván k Vídni 18. a 19. století.

### Film
Režisér Siddiq Barmak získal v roce 2004 Zlatý glóbus za nejlepší cizojazyčný film, a to za drama Osama, který vypráví příběh dívky žijící pod vládou Talibánu, která se vydává za chlapce, aby se vyhnula diskriminaci.

### Hudba

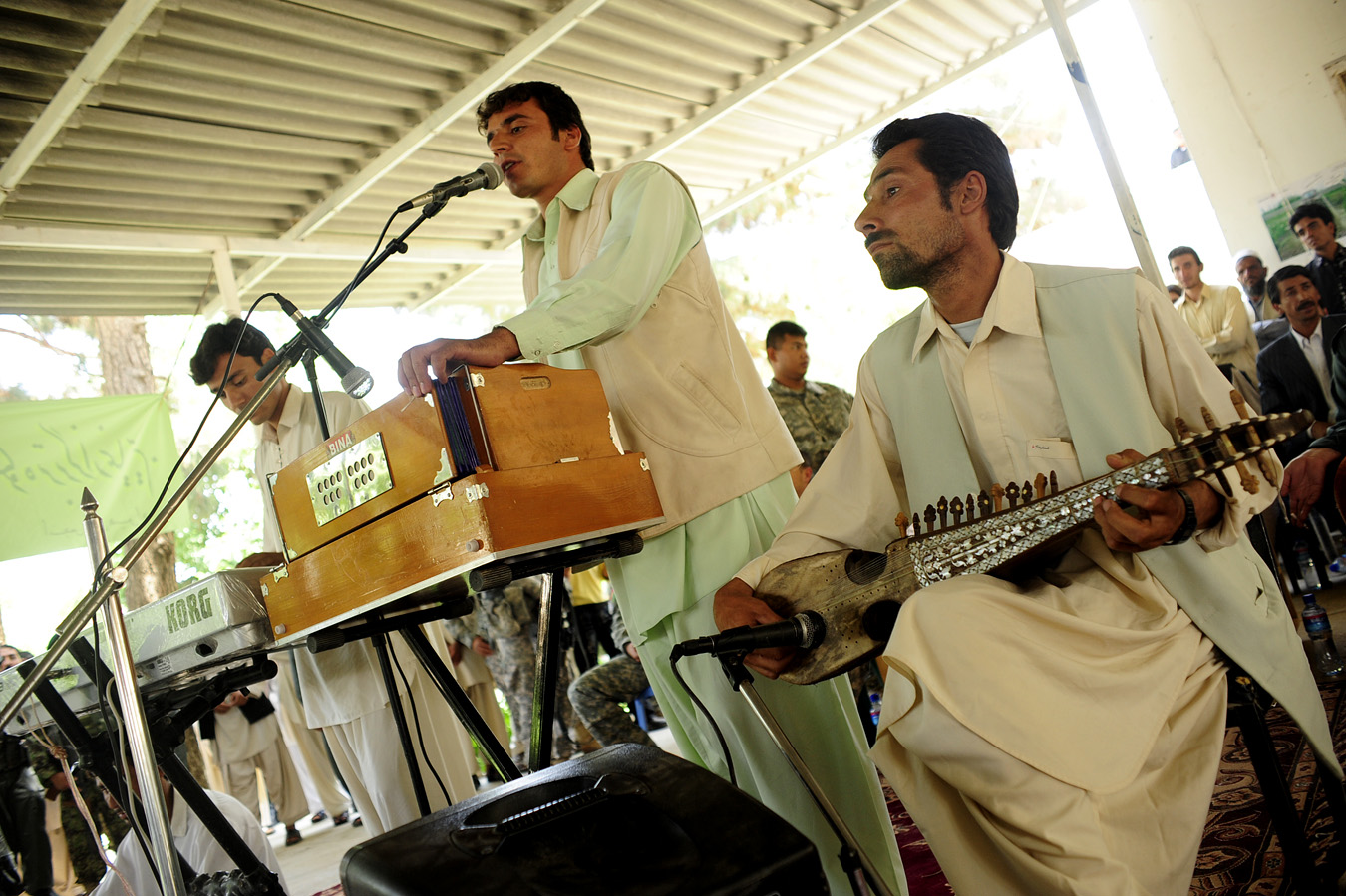
Muzikanti ve městě Faráh

V Afghánistánu se setkáme jen s hudbou místní. Není to tím, že by se Afgháncům zahraniční hudba nelíbila, ale tím, že se k ní prostě neměli jak dostat. V celé zemi byly zakázány televizory a radiopřijímačů je v celém Afghánistánu jen asi 100 000 (pochopitelně lze naladit pouze místní stanice). Internet či jiné modernější formy komunikací zde nejsou vůbec. Přesto nelze říci, že by si Afghánci nemohli vybrat z více odnoží hudby – naopak. Mimo tradiční hudby si lze poslechnout jako afghánské folkové skladby, tak například i afghánský pop (jeho představitelem je například asi nejznámější zpěvák v Afghánistánu – Ahmad Zahir). Zřejmě nejoblíbenější je však tradiční afghánská hudba. Využívá se při ní mnoho zvláštních nástrojů, které nelze vidět nikde jinde než zde. Jde hlavně o různé druhy bubínků, bubnů a strunných nástrojů – pro zajímavost názvy některých z nich:
- Richak (jakási místní basa)
- Waj (drnkací nástroj)
- Rebab (plní funkci kytary)

### Sport

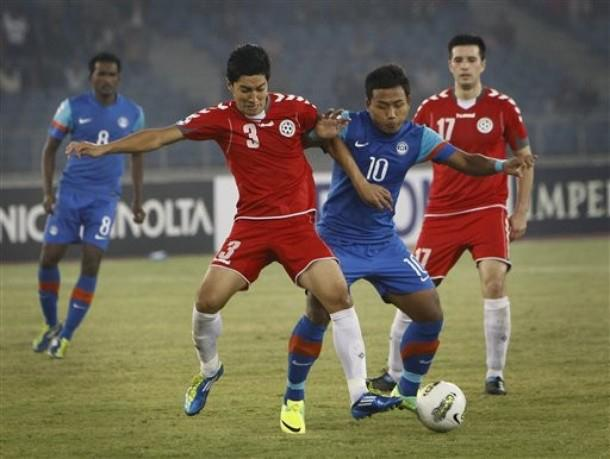
Afghánská fotbalová reprezentace (v červeném)

Národním sportem je tzv. Buzkaši (mimochodem jde o sport, o kterém se říká, že se začal v Afghánistánu praktikovat už s příchodem prvních obyvatel na toto území –⁠ Mongolů). Hrají ho pochopitelně jen muži. Prohánějí se na velkém prostranství na koních a snaží se dostat bezhlavou telecí mrtvolu do určeného sektoru (branky). Vítězí pochopitelně ten tým, kterému se podaří mrtvolu do branky umístit nejvíce krát. Navíc existují v Afghánistánu jakési dvě verze této hry –⁠ Tudabarai a Qarajai. Rozdíl je pouze v obtížnosti pravidel. Jednodušší na pochopení je prý Tudabarai. Je nutno dodat, že umístit mrtvolu do kruhového vymezeného prostoru je velmi těžké a muži, kteří to dokážou, jsou ve svém okolí dokonce uctíváni – říká se jim Chapandaz.
Tálibán nastolil během své vlády v zemi velké omezení například ve sportovním oblékání, v době kdy se smí či nesmí sportovat apod. Kvůli tomu se například musel před lety Afghánistán oficiálně omluvit (speciálně město Kandahár) pákistánským fotbalistům za to, že je členové hnutí Tálibán po zápase s národním týmem Afghánistánu ostříhali dohola. Důvodem bylo to, že hráči z Pákistánu hráli v trenýrkách, což je nábožensky nepřípustné. Dalším omezením ze strany Tálibánu bylo to, že se her nemohou účastnit ženy, takže Afghánistán nemohl své sportovce vysílat na olympijské hry.
V zemi jsou populární především silové sporty jako wrestling (Palwani), box či judo. Dále pak basketbal, fotbal, střelba či atletika (především běhy na větší vzdálenost).

### Kuchyně

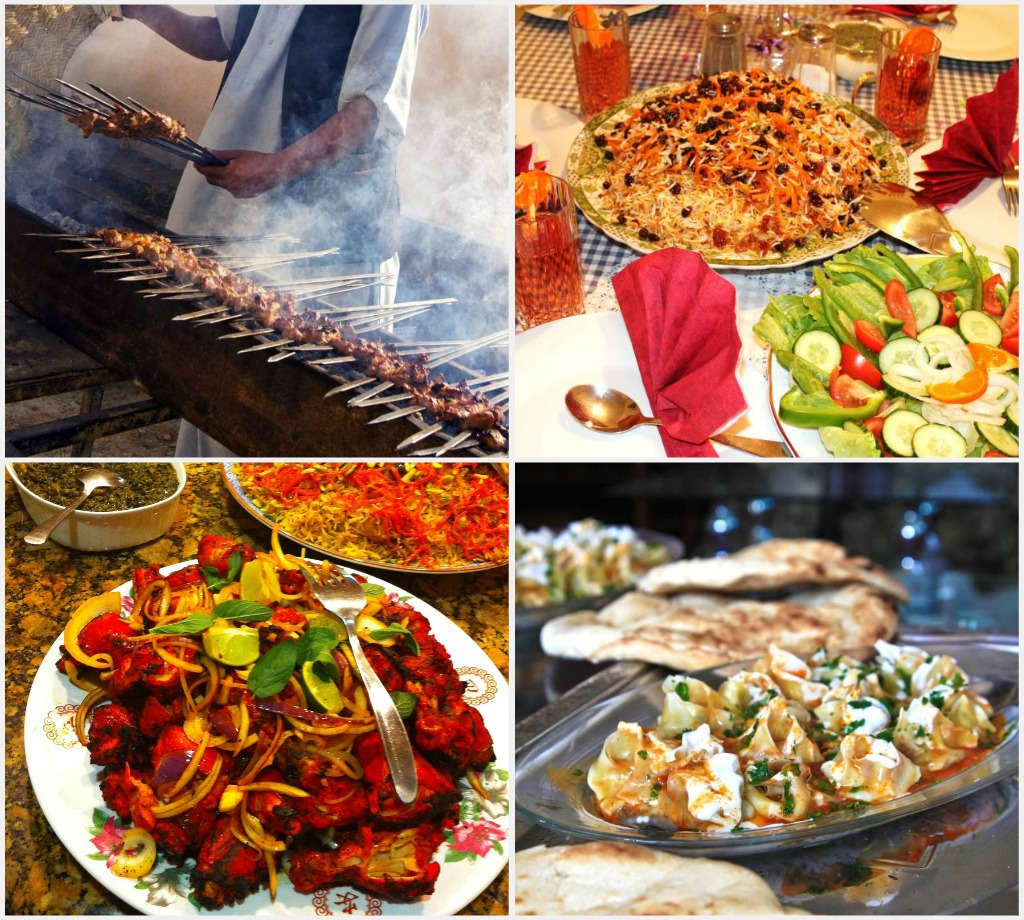
Některá z populárních jídel, zleva: 1. grilovaný jehněčí kebab ; 2. Palao a salá; 3. kuře tandoori a 4. Mantu („knedlíky“). V místní kuchyni se mísí vlivy střední, východní a jižní Asie a stejně tak blízkého východu. Téměř všechna jídla jsou nepálivá.

Svých tradičních jídel si Afghánci příliš neužijí. Mnoho z nich žije na hranici chudoby a mnozí z nich dokonce pod ní (v některých částech Afghánistánu jsou dokonce lidé nuceni jíst listí ze stromů). Proto se častěji setkáváme s jídly mnohem jednoduššími. Nejčastěji se je afghánský chléb – naan, speciální typ jogurtu – mast či zeleninové polévky. Strava je pak pochopitelně doplněna místním ovocem a zeleninou. Maso či rýže se na jídelníček dostávají popravdě zřídka. Nejoblíbenějším nápojem v Afghánistánu je zelený, velmi slazený čaj. Čajovny jsou vůbec místem, kde je rušno. Lidé se tu scházejí a povídají a dokonce do nich často zvou své návštěvy.

## Česká pomoc v Afghánistánu

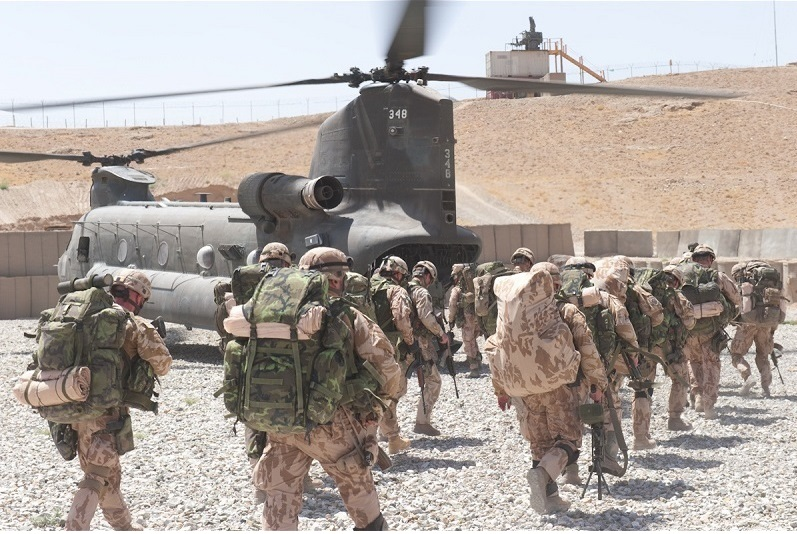
Český 43. výsadkový pluk v provincii Lógar, 2009

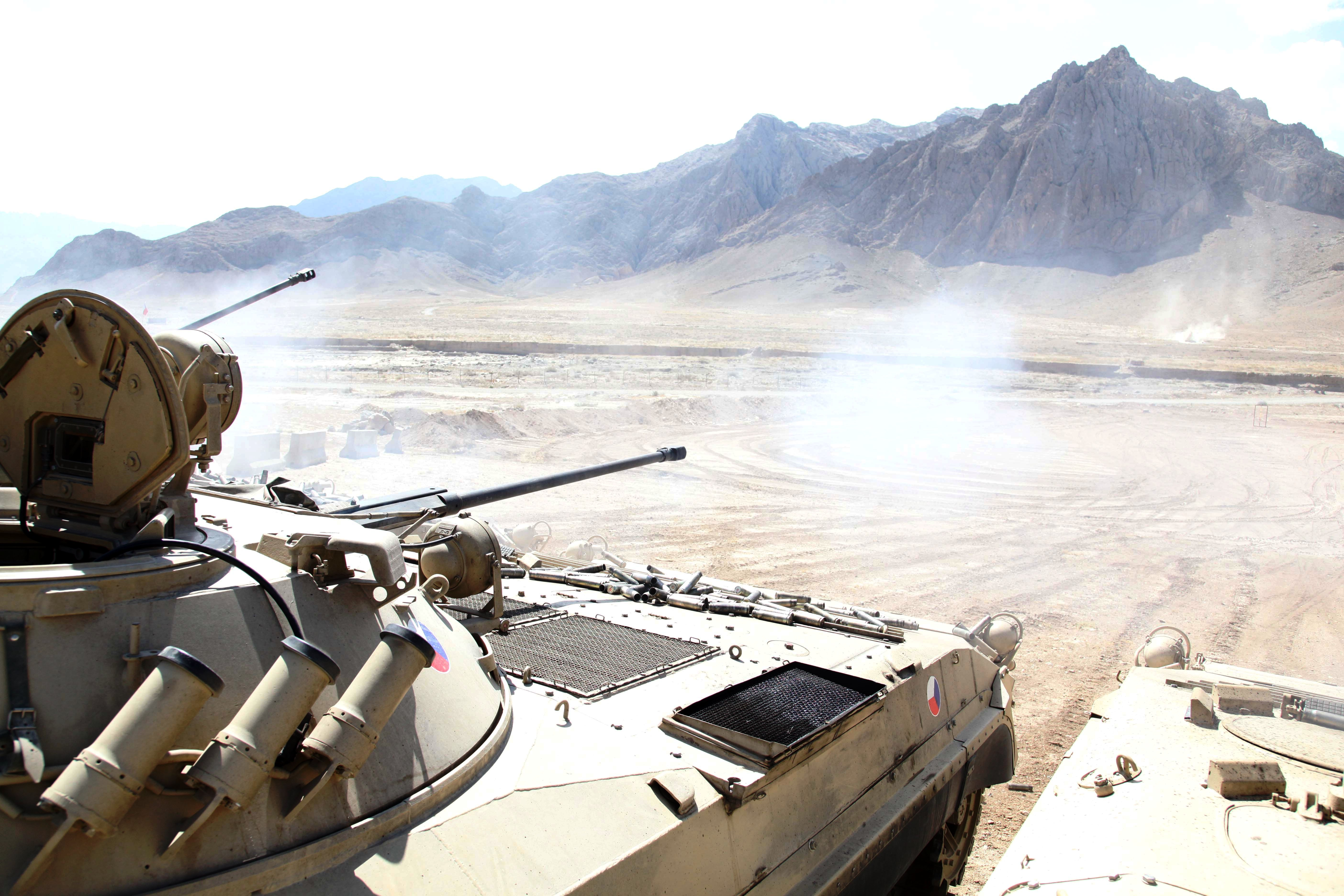
České bojové vozidlo pěchoty v Afghánistánu v roce 2010

### Česká účast v misi ISAF a vytvoření českého PRT
Souběžně s probíhající operací Trvalá svoboda (OEF), která je dominantně americkou operací, zahájilo NATO v Afghánistánu svoji rozsáhlou operaci ISAF (Mezinárodní bezpečnostní podpůrné síly, International Security Assistance Force). ČR se do mezinárodní operace ISAF zapojila roku 2002 vysláním polní nemocnice a polního chirurgického týmu. Od konce roku 2002 operují v Afghánistánu provinční rekonstrukční týmy (Provincial Reconstruction Team, PRT), u kterých se předpokládá zajistit přechod z bojové fáze operace OEF do její stabilizační a rekonstrukční podoby. Od roku 2005 působili čeští vojáci v rámci německého rekonstrukčního týmu (PRT) s dánskou účastí ve Fajzábádu v provincii v provincii Badachšán. Kromě pyrotechniků a meteorologů, kteří působili na mezinárodním letišti v Kábulu, se jednalo o přibližně čtyřicetičlenný kontingent, rekrutovaný převážně ze 102. průzkumného praporu, působící v provincii Badachšán na severu země. Společně s německými a dánskými vojáky zajišťoval ochranu německého provinčního rekonstrukčního týmu (PRT). Celkem se zde v šesti rotacích vystřídalo přibližně dvě stě padesát vojáků.
V listopadu 2006 se téměř padesátičlenný kontingent ujal řízení mezinárodního letiště v Kábulu a přípravy jeho předání civilním orgánům. V dubnu následujícího roku zde začal působit rovněž kontingent české polní nemocnice, chemické jednotky, meteoskupiny a poradního týmu zaměřeného na výcvik afghánských vzdušných sil. K zásadní změně došlo v letech 2007–⁠2008, kdy Česká republika vyslala do Afghánistánu hned několik nových kontingentů, a celkově se tak prudce zvýšily počty zde nasazených českých vojáků, ale i policistů a civilních pracovníků.
Paralelně s tím došlo k nasazení speciální jednotky Vojenské policie SOG v jedné z nejrizikovějších provincií na jihu země Hílmand. Ve třech kontingentech se zde vystřídalo přes sto vojáků. Přelomovým rokem z hlediska nasazení našich vojáků v Afghánistánu je rok 2008. Česká diplomacie již delší dobu usilovala o vytvoření samostatného českého provinčního rekonstrukčního týmu, který by získal odpovědnost za některou z afghánských provincií. Původně mělo dojít k plnění toho úkolu po maďarských vojácích, ale Budapešť si nakonec stažení svého týmu rozmyslela. Pozornost České republiky se soustředila na provincii Lógar, která zde v březnu 2008 vytvořili vlastní PRT. Ten se skládal z vojenské a civilní části. Početně menší civilní složka (5 až 10 osob) se věnovala rekonstrukčním projektům. Tvořili ji převážně experti relevantních ministerstev a rozvojových agentur. Vojenská složka PRT byla mnohem početnější. Zajišťovala bezpečnost všech členů týmu, jejich dopravu a komunikaci s ISAF.
Až do června 2013 se v Lógaru vystřídalo v půlročních etapách jedenáct kontingentů. Původních necelých dvě stě vojáků se postupně navýšilo na téměř tři sta. Tým byl umístěn na základně Shank (pojmenované na počest amerického seržanta, který v Afghánistánu zahynul), vzdálené jen pár kilometrů od metropole provincie. Malá, předsunutá základna, se v průběhu našeho působení rozrostla do obřích rozměrů s vlastní přistávací dráhou.

Čeští instruktoři cvičí afghánské vojáky 22. února 2012

Výrazné zapojení v Lógaru zastínilo dva naše kontingenty, které měly od července 2008 do dubna 2009 v provincii Uruzgán na starost ochranu nizozemské základny Deh Rawod. Od prosince 2009 do prosince 2011 působilo v provincii Paktika celkem sedm kontingentů (v tříměsíčních intervalech) české vrtulníkové jednotky. Ta zajišťovala leteckou přepravu osob a materiálu, podporu nasazení sil rychlé reakce, evakuaci zraněných a nemocných vojáků NATO a afghánských bezpečnostních sborů. V provincie Wardak, která není příliš vzdálená od Kábulu, byla bezpečnostní situace složitější. Od září 2010 do října 2013 zde byly nasazeny české mentorovací jednotky. Celkově se jednalo o pět OMLT /Operation Mentoring and Liaison Team/ týmů a jeden tým MAT /Military Advisory Team/. Jejich úkolem bylo cvičit, mentorovat a pomáhat v procesu plánování, velení a řízení afghánské pěší jednotky o síle praporu. Na podzim 2013 došlo k výrazné redukci počtů našich vojáků nasazených v této misi. Po odchodu českých vojáků z Lógaru se naší nejpočetnější jednotkou v Afghánistánu stala od října toho roku strážní rota BAF (Bagram Air Field). Jejím úkolem bylo střežit a aktivně chránit jednu z největších spojeneckých základen v této zemi Bagrám. Její příslušníci operovali i v okolí základny s cílem eliminovat nepřátelské aktivity proti tomuto velkému objektu
V misi ISAF kromě této strážní roty působila výcviková letecká jednotka AAT (Air Advisory Team). Sídlila na mezinárodním letišti v Kábulu a zaměřovala se na poradenství a výcvik afghánských pilotů a pozemního leteckého personálu. Na kábulském letišti byl dislokován náš národní podpůrný prvek, velitelství úkolového uskupení a chirurgický tým. V misi ISAF působili také vojáci 601. skupiny speciálních sil z Prostějova.

### Humanitární a rozvojová pomoc z České republiky
Česká republika je v Afghánistánu dlouhodobě přítomna i na poli humanitární a rozvojové pomoci. Významnou součástí byly do roku 2012 projekty rychlého dopadu (tzv. Quick Impact Projects) a peníze z ČR také potřebným do Afghánistánu směřovaly prostřednictvím britské nevládní organizace HALO trust.
V zemi již od roku 2012 působí také organizace Člověk v tísni. Ta se nezaměřuje jen na akutní řešení problémů, ale také na jejich dlouhodobé udržitelné řešení. V současné době (2016) Člověk v tísni v Afghánistánu má dvě stálá centra v Kábulu a Mazáre Šerífu a osm terénních kanceláří.